# Torquato Tasso
Torquato Tasso (Sorrento, 11 marzo 1544 – Roma, 25 aprile 1595) è stato un poeta, scrittore e drammaturgo italiano.

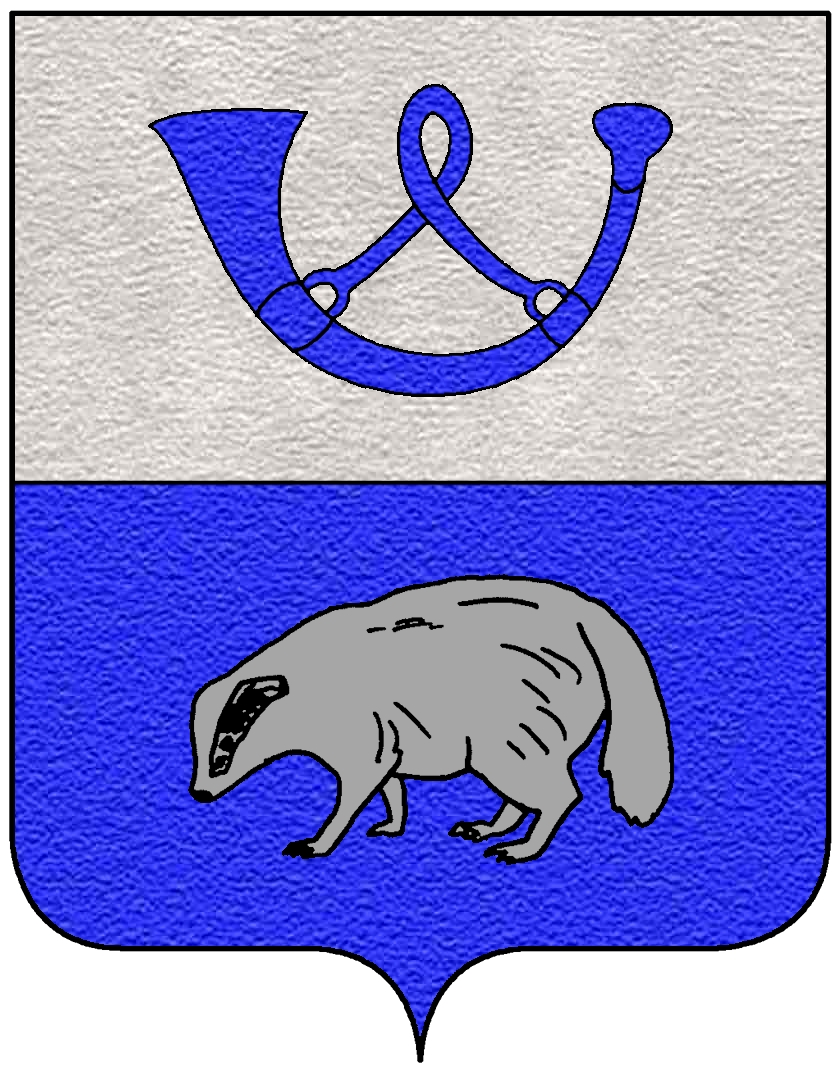
Stemma dei Tasso di Cornello.

Riconosciuto come uno dei maggiori poeti della letteratura italiana, nelle opere del Tasso «appaiono già rappresentate le aspirazioni e le contraddizioni dell'uomo moderno».
La sua opera più importante, nonché uno dei maggiori capolavori della letteratura Italiana, è la Gerusalemme liberata (1581) la quale venne successivamente tradotta in svariate lingue e che riscosse immediatamente grande popolarità. Nell'opera, un poema epico di 20 canti, vengono cantati gli scontri tra cristiani e musulmani durante la prima crociata, culminanti nella presa cristiana di Gerusalemme.
Figura tormentata - anche a causa di alcuni disturbi psichiatrici - fu il perfetto rappresentante del complesso periodo della controriforma cattolica. Egli dedicò gli ultimi anni di vita alla riscrittura delle sue opere e alla composizione di testi religiosi e sacri.

## Biografia

### Infanzia e adolescenza

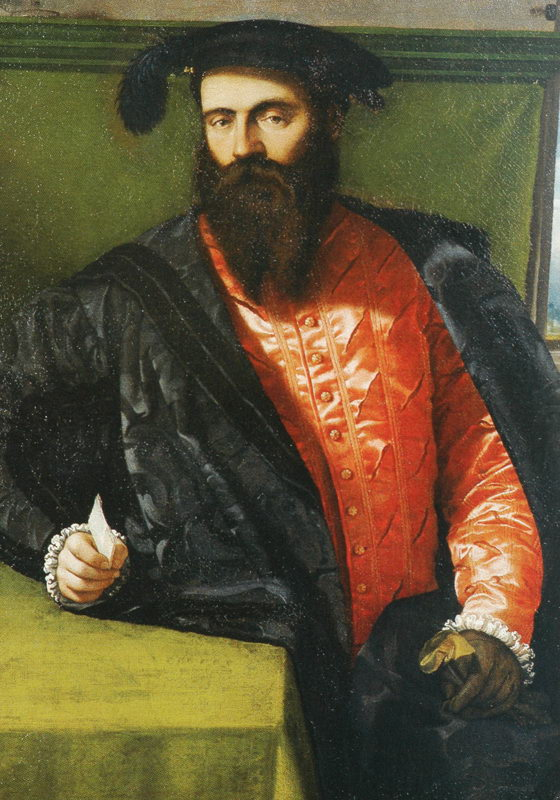
Il padre Bernardo Tasso.

Torquato nacque a Sorrento, nel Regno di Napoli (all'epoca un vicereame spagnolo in capo alla dinastia regnante degli Asburgo di Spagna), l'11 marzo del 1544, ultimo dei tre figli di Bernardo Tasso, letterato e cortigiano veneziano d'antica nobiltà bergamasca, prestante servizio alle dipendenze del principe di Salerno Ferrante Sanseverino, e della dama napoletana Porzia de' Rossi, quest'ultima appartenente ad un casato nobiliare d'origine toscana (pistoiese per parte paterna e pisana per quella materna). La primogenita Cornelia era venuta alla luce nel 1537.
Di Sorrento e della «dolce terra natìa» il poeta conservò sempre un magnifico ricordo, rimpiangendo
(Gerusalemme liberata, I, 390-92)
Quando Torquato era ancora bambino, il principe di Salerno s'oppose all'introduzione dell'inquisizione spagnola nella sua città, entrando perciò in urto con il viceré di Napoli Pedro Álvarez de Toledo y Zúñiga, e venendone perciò spogliato di tutti i propri titoli e bandito dal regno; di conseguenza, il futuro poeta dovette seguirne l'esilio al seguito del padre Bernardo.
Il padre Bernardo seguì il suo protettore in altre città italiane. All'età di 6 anni Torquato si recò in Sicilia e dalla fine del 1550 fu con la famiglia a Napoli, dove fu seguito dal precettore privato Giovanni d'Angeluzzo. Frequentò per due anni la scuola dei Gesuiti appena istituita e conobbe Ettore Thesorieri con il quale poi restò in corrispondenza epistolare.
Ebbe un'educazione cattolica e da giovane frequentò spesso il monastero benedettino di Cava de' Tirreni (consacrato nel 1092 da Urbano II, il papa che aveva indetto la prima crociata), e ricevette il sacramento dell'Eucaristia quando «non avea anco forse i nov'anni», come scrisse egli stesso. Due anni dopo la sorella Cornelia, che nel frattempo si era sposata con il nobile sorrentino Marzio Sersale, rischiò di essere rapita durante un'incursione navale ottomana a Sorrento, fatto che gli rimase ben impresso nella memoria.

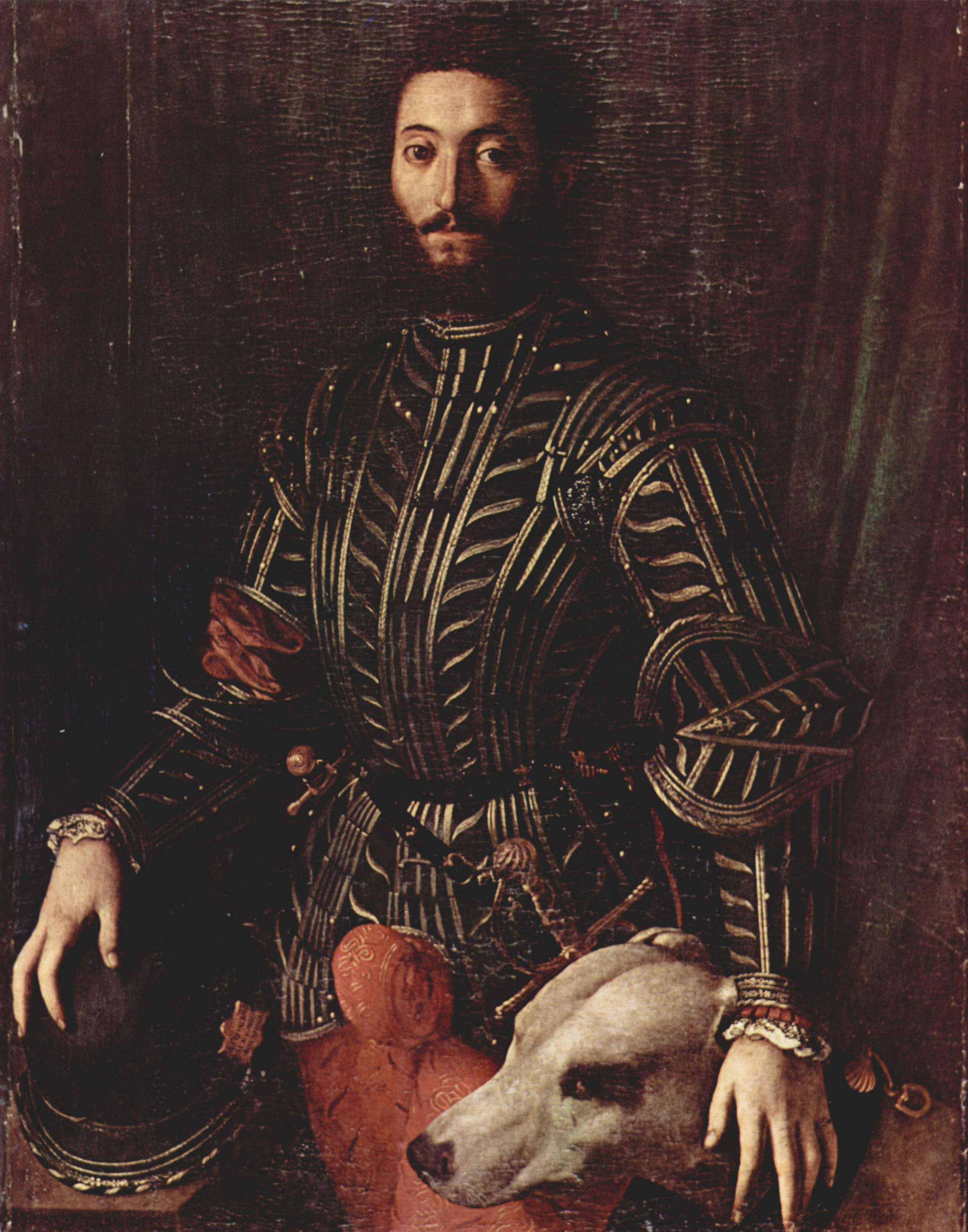
Guidobaldo II Della Rovere.

Rimase a Napoli fino ai dieci anni, poi seguì il padre a Roma, abbandonando con grande dolore la madre che fu costretta a rimanere nella città partenopea perché i suoi fratelli «rifiutavano di sborsarle la dote». Nella città pontificia fu Bernardo a educare privatamente il figlio, ed entrambi subirono un grave trauma quando nel febbraio 1556 vennero a sapere della morte di Porzia, probabilmente avvelenata dai fratelli per motivi d'interesse.
La situazione politica a Roma subì però uno sviluppo che preoccupò Bernardo: era scoppiato un dissidio tra Filippo II e Paolo IV e gli spagnoli sembravano sul punto di attaccare l'Urbe. Mandò allora Torquato a Bergamo presso Palazzo Tasso e la Villa dei Tasso da alcuni parenti e si rifugiò presso la corte urbinate di Guidobaldo II Della Rovere, dove fu raggiunto dal figlio pochi mesi dopo.
A Urbino Torquato studiò assieme a Francesco Maria II Della Rovere, figlio di Guidobaldo, e a Guidobaldo Del Monte, poi illustre matematico. In questo periodo ebbe maestri di assoluto livello quali il poligrafo Girolamo Muzio, il poeta locale Antonio Galli e il matematico Federico Commandino. Torquato passava a Urbino solo l'estate, dal momento che la corte trascorreva l'inverno a Pesaro, dove Tasso entrò in contatto con il poeta Bernardo Cappello e con Dionigi Atanagi, e scrisse il primo componimento a noi noto: un sonetto in lode della corte.
Bernardo si spostò intanto a Venezia, indiscussa capitale dell'editoria, per occuparsi della pubblicazione del suo Amadigi. Poco tempo dopo, quindi, anche il figlio cambiò una volta di più città, stabilendosi in laguna nella primavera del 1559. Sembra che proprio a Venezia, non ancora sedicenne, abbia cominciato a mettere mano al poema sulla prima crociata e al Rinaldo. Il Libro I del Gierusalemme (conservato dal Codice vaticano-urbinate 413) fu scritto dietro consiglio di Giovanni Maria Verdizzotti e Danese Cattaneo, due poeti che allora frequentava e che già avevano scorto nel Tasso un talento straordinario.

### Periodo universitario

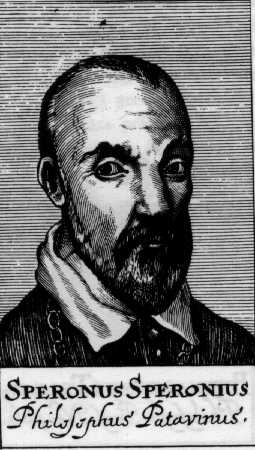
Sperone Speroni

Nel novembre 1560 Torquato si iscrisse per volere paterno alla facoltà di legge dello Studio patavino, raccomandato a Sperone Speroni, la cui casa frequentò più delle aule universitarie, affascinato dalla vastissima cultura dell'autore della Canace. Tasso non amava la giurisprudenza, tanto che attendeva più alla produzione poetica che allo studio del diritto. Così, dopo il primo anno ottenne dal padre il consenso per frequentare i corsi di filosofia ed eloquenza con illustri professori tra cui spicca il nome di Carlo Sigonio. Quest'ultimo rimarrà un modello costante per le dissertazioni teoriche tassesche future - prime fra tutte quelle dei Discorsi dell'arte poetica, in cui si nota anche l'influsso dello Speroni - e lo avvicinò allo studio della Poetica aristotelica.
È in quest'epoca che si colloca il primo innamoramento del ragazzo, già molto sensibile e sognatore. Il padre era stato introdotto nella corte del cardinale Luigi d'Este, e nel settembre 1561 si era recato col figlio a fare la conoscenza dei familiari del suo protettore. Torquato conobbe nell'occasione Lucrezia Bendidio, dama di Eleonora d'Este, sorella di Luigi.
Lucrezia, quindicenne, era molto bella ed eccelleva nel canto, anche se era piuttosto frivola. Avendo notato un interessamento della fanciulla, Tasso cominciò a dedicarle rime petrarcheggianti, ma dovette presto essere ricondotto alla realtà, poiché nel febbraio 1562 scoprì che la ragazza era promessa sposa al conte Baldassarre Macchiavelli. Non si arrese, continuando a cantarla in poesia, ma dopo le nozze si lasciò andare al risentimento e alla delusione.
Intanto, l'entourage cominciava ad avvedersi del talento del Tassino (come veniva chiamato per essere distinto dal padre), e nel 1561 e 1562 gli furono commissionate delle rime per alcuni funerali. Confluendo in due raccolte, furono le prime poesie pubblicate da Torquato.
Ancora più notevoli erano gli sforzi prodigati per il Rinaldo, composto in soli dieci mesi e dedicato a Luigi d'Este. Il poema epico cavalleresco, incentrato sulle avventure del cugino di Orlando, fu stampato a Venezia nel 1562 e contribuì a diffondere il nome di Tasso, che aveva ancora soltanto diciotto anni.
Il padre intanto lo aveva messo nel 1561 al servizio del nobile Annibale Di Capua, e il duca d'Urbino gli aveva procurato una borsa di studio di cinquanta scudi annui per permettergli di continuare i corsi universitari. Dopo due anni a Padova, Tasso proseguì gli studi all'Università di Bologna, ma durante il secondo anno di permanenza nella città felsinea, nel gennaio 1564, fu accusato di essere l'autore di un testo che attaccava pesantemente, con una satira sferzante, alcuni studenti e professori dello Studio. Espulso e privato della borsa di studio, fu costretto a ritornare a Padova, dove poté beneficiare dell'ospitalità di Scipione Gonzaga, che gli fornì il necessario per continuare il percorso di formazione.
Ritrovò tra i maestri Francesco Piccolomini e seguì le lezioni di Federico Pendasio. In casa del principe Gonzaga era appena stata istituita l'Accademia degli Eterei, ritrovo di seguaci dello Speroni che miravano alla perfezione della forma, non senza scadere nell'artificiosità. Tasso vi entrò assumendo il nome di Pentito e leggendovi molti componimenti, tra cui quelli scritti per Lucrezia Bendidio e per una donna che la critica ha per lungo tempo identificato in Laura Peperara.
Secondo questa versione Torquato conobbe Laura nell'estate del 1563, quando aveva raggiunto a Mantova Bernardo, nel frattempo messosi al servizio del duca Guglielmo Gonzaga. La delicatezza nei modi della giovane fece dimenticare presto al Nostro le ancor fresche pene amorose per Lucrezia Bendidio. Lo spirito del Petrarca rivisse allora nelle liriche del ragazzo nuovamente innamorato. L'anno dopo, rivedendola, fu però deluso, e pur continuando a cantarla dovette ben presto rassegnarsi al secondo scacco.
Ricerche recenti hanno tuttavia collocato la nascita della Peperara nel 1563, rendendo quindi impossibile che fosse lei la seconda musa del Tasso.
I due canzonieri amorosi andarono in parte a finire tra le Rime degli Accademici Eterei, stampate a Padova nel 1567, assieme ad alcune che scriverà nel primo anno ferrarese.
Si legò anche all'Accademia degli Infiammati.

### A Ferrara

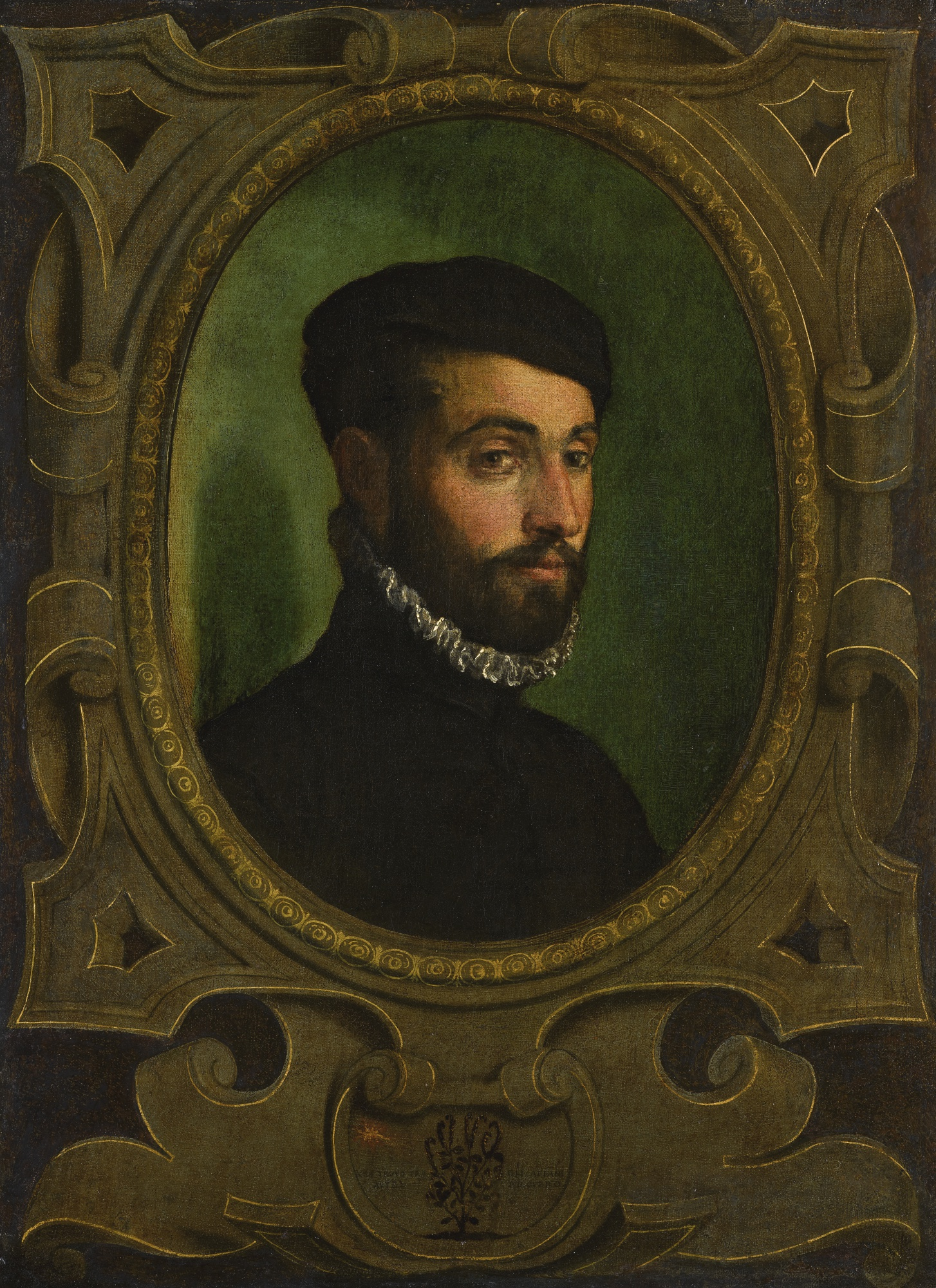
Torquato Tasso all'eta di 22 anni ritratto da Jacopo Bassano

Nell'ottobre 1565 giunse a Ferrara in occasione del secondo matrimonio (quello con Barbara d'Austria) del duca Alfonso II d'Este, al servizio del cardinale Luigi d'Este, fratello del duca, spesato di vitto e alloggio, mentre dal 1572 sarà al servizio del duca stesso. I primi dieci anni ferraresi furono il periodo più felice della vita di Tasso, in cui il poeta visse apprezzato dalle dame e dai gentiluomini per le sue doti poetiche e per l'eleganza mondana.
Il cardinale lasciò al Nostro la possibilità di attendere solamente all'attività poetica, e Tasso poté così continuare il poema maggiore. Rapporti particolarmente intensi intercorsero con le due sorelle del duca, Lucrezia e Leonora. La prima era uno spirito libero e incarnava ideali di vivacità e vitalità, mentre la seconda, malata e fragile, fuggiva la vita mondana e conduceva un'esistenza ritirata. Per quanto Tasso fosse attratto da entrambe e per quanto si sia avallata l'ipotesi di una relazione amorosa con Leonora, la critica tassesca ha concluso che non si andò al di là di forti simpatie.
La ricchezza culturale della corte estense costituì per lui un importante stimolo; ebbe infatti modo di conoscere Battista Guarini, Giovan Battista Pigna e altri intellettuali dell'epoca. In questo periodo riprese il poema sulla prima crociata, dandogli il nome di Gottifredo. Nel 1566 i canti erano già sei, e aumenteranno negli anni appresso.
Nel 1568 diede alle stampe le Considerazioni sopra tre canzoni di M. G. B. Pigna, dove emerge la concezione platonica e stilnovistica che il Tasso aveva dell'amore, con alcune note però affatto peculiari, che lo portavano a ravvisare il divino in tutto ciò che è bello, e a definire di matrice soprannaturale anche l'amore puramente fisico. I concetti vennero ribaditi nelle cinquanta Conclusioni amorose pubblicate due anni più tardi.
Compose anche i quattro Discorsi dell'arte poetica e in particolare sopra il poema eroico, anche se videro la luce solo nel 1587 a Venezia, per i tipi di Licino.
Nell'ottobre 1570 partì per la Francia al seguito del cardinale e, temendo gli potesse accadere qualche disgrazia nel lungo e pericoloso viaggio, volle dettare le proprie volontà all'amico Ercole Rondinelli, richiedendo la pubblicazione dei sonetti amorosi e dei madrigali, mentre precisava che «gli altri, o amorosi o in altra materia, c'ho fatti per servizio di alcun amico, desidero che restino sepolti con esso meco», ad eccezione di Or che l'aura mia dolce altrove spira.
Per il Gottifredo afferma di voler far conoscere «i sei ultimi canti, e de' due primi quelle stanze che saranno giudicate men ree», il che prova che il numero dei canti era salito almeno a otto.
Intanto, sempre nel 1570, Lucrezia d'Este sposò Francesco Maria II Della Rovere, compagno di studi di Torquato nel periodo urbinate.
Il soggiorno transalpino fu di sei mesi, ma, siccome Luigi aveva messo a disposizione del poeta poco denaro, questi trascorse il periodo francese sostanzialmente nell'ombra, con il solo onore di essere ricevuto da Caterina de' Medici, la moglie di Enrico II. Di ritorno a Ferrara, il 12 aprile 1571 decise di lasciare il seguito del cardinale.
Credeva incorrere in miglior fortuna presso Ippolito II, e scese pertanto a Roma. Anche il cardinale di villa d'Este però lo deluse, e Tasso decise di risalire la penisola, facendosi ospitare qualche tempo da Lucrezia e Francesco a Urbino, prima di entrare, nel maggio 1572, al servizio di Alfonso II.
In questo periodo continuò ad attendere al capolavoro, ma si diede anche al teatro, e scrisse l'Aminta, celebre favola pastorale che rientrava nei gusti delle corti cinquecentesche. Rappresentata con ogni probabilità il 31 luglio 1573 all'isola di Belvedere, dov'era una delle «delizie» estensi, ebbe un grande successo e fu richiesta anche da Lucrezia d'Este a Urbino l'anno successivo. Nell'euforia del successo, nello stesso 1573 Tasso cominciò a scrivere una tragedia, Galealto re di Norvegia, ma la abbandonò all'inizio del secondo atto, salvo rimettervi mano molto più tardi trasformandola nel Re Torrismondo.

### Il capolavoro e la revisione
L'impegno principale rimaneva comunque il poema epico, per il quale l'autore non aveva ancora stabilito un titolo. Nel novembre '74 l'opera era quasi completa, visto che «io aveva comincio quest'agosto l'ultimo canto», ma si deve aspettare fino al 6 aprile 1575 per avere l'annuncio del completamento del testo, quando in una lettera al cardinale Giovan Girolamo Albano leggiamo: «Sappia dunque Vostra Signoria illustrissima, che dopo una fastidiosa quartana sono ora per la Dio grazia assai sano, e dopo lunghe vigilie ho condotto finalmente al fine il poema di Goffredo».
Completato quindi nel 1575 il poema maggiore, si aprì per Tasso il periodo della nevrosi e del terrore di aver portato a termine un lavoro non gradito all'Inquisizione, allora in una fase di rigidità estrema (il concilio di Trento si era concluso da soli dodici anni). Da una lettera emerge l'inquietudine del poeta: «Qui va pur intorno questo benedetto romore de la proibizione d'infiniti poeti: vorrei sapere se ve n'è cosa alcuna di vero».

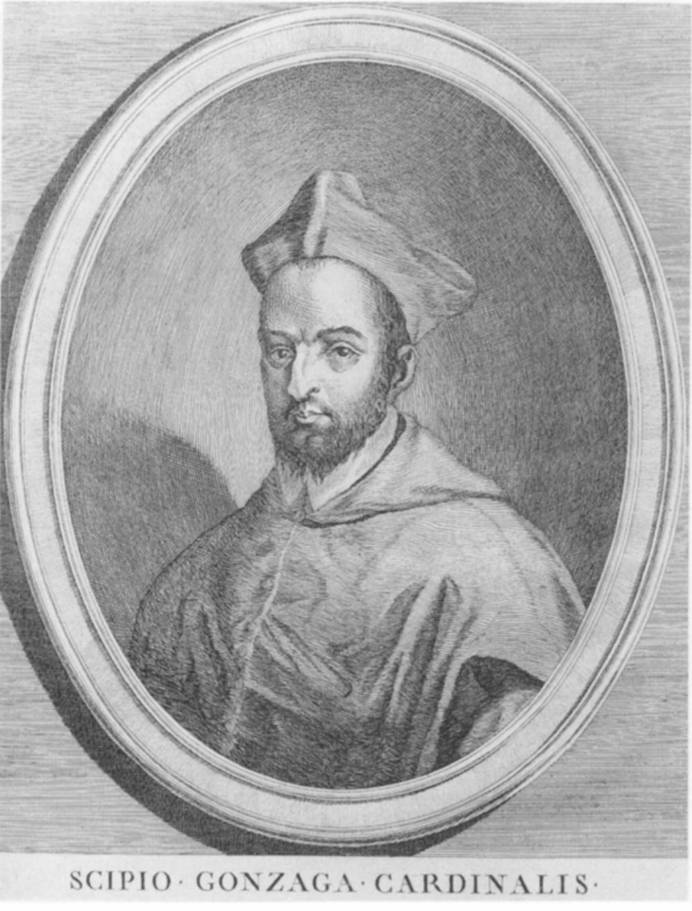
Scipione Gonzaga

Tasso sottopose il testo al giudizio di cinque autorevoli personaggi romani - garanzia di validi consigli concernenti l'estetica e la morale - nevroticamente insoddisfatto delle proprie scelte estetiche ma principalmente preoccupato, come s'è visto, dalle questioni religiose.
I cinque erano il maestro ed erudito Sperone Speroni, il principe e cardinale Scipione Gonzaga, il cardinale Silvio Antoniano, il poeta Pier Angelio Bargeo e il grecista Flaminio de' Nobili.
Torquato condivise in parte i consigli degli illustri letterati, che gli avevano rivolto critiche di stampo moralistico, ma talvolta li respinse bruscamente. Ne nacquero missive quasi quotidiane che mettono in luce un autore intimamente travagliato e continuamente bisognoso di dimostrare (forse soprattutto a sé stesso) di non trasgredire principi di poetica né tanto meno di fede.
Ossessivo nell'apportare modifiche al testo, era continuamente combattuto e incerto sul da farsi, al punto che nell'ottobre arrivò a scrivere al Gonzaga: «Forse a questa particolare istoria di Goffredo si conveniva altra trattazione; e forse anco io non ho avuto tutto quel riguardo che si doveva al rigor de' tempi presenti [...] E le giuro che se le condizioni del mio stato non m'astringessero a questo, ch'io non farei stampare il mio poema né così tosto, né per alcun anno, né forse in vita mia; tanto dubito de la sua riuscita». Nemmeno l'entusiastica ammirazione di Lucrezia d'Este cui leggeva il poema ogni giorno «molte ore in secretis», né l'essere venuto a conoscenza del grande piacere con cui da più parti l'opera veniva letta, poterono placare le sue angosce.
Nel 1576 scrisse Allegoria, con cui rivisitava tutto il poema in chiave allegorica cercando di emanciparsi dalle possibili accuse di immoralità. Ma non bastava: gli scrupoli di carattere religioso assunsero la forma di vere e proprie manie di persecuzione. Per mettere alla prova la propria ortodossia nella fede cristiana si sottopose spontaneamente al giudizio dell'Inquisizione di Ferrara, ricevendo nel 1575 e nel 1577 due sentenze di assoluzione.

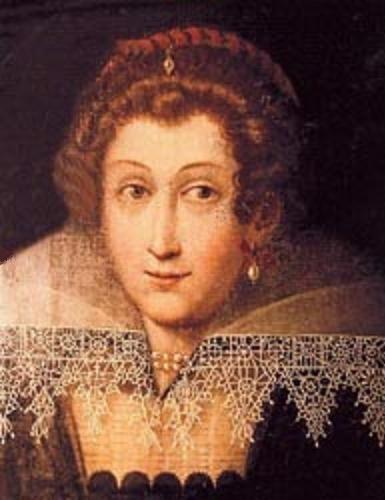
Barbara Sanseverino

### Disagi presso la corte estense e fughe
Due belle signore, giunte alla corte nel 1575 e protrattesi presso il duca fino all'anno dopo, costituirono un intermezzo piacevole - forse l'ultimo - in mezzo a tante preoccupazioni. Per loro, la contessa di Sala Barbara Sanseverino e la contessa di Scandiano Leonora Sanvitale, cantò gioiosamente in alcune rime amorose, che, com'era accaduto per Lucrezia e Leonora d'Este, obbediscono alle conventions de genre e non rivelano altro che una sincera amicizia.
Ma il Tasso si era stancato anche di Alfonso, e sognava di andare a Firenze, presso la corte medicea. Non è chiaro perché volesse abbandonare Ferrara, ma i motivi adducibili sono vari e variamente intriganti, e tutti hanno in loro almeno una parte di verità. «Ch'io desideri sommamente di mutar paese, e ch'io abbia intenzione di farlo, assai per se stesso può essere manifesto, a chi considera le condizioni del mio stato», scriveva a Scipione Gonzaga.
Le «condizioni del mio stato» possono avere una valenza materiale: Tasso riceveva dal duca solo cinquantotto lire marchesane mensili, che sommate alle centocinquanta percepite in qualità di lettore all'Università (carica che ricopriva per i soli giorni festivi) danno una cifra sicuramente bassa che a un poeta ormai affermato doveva parere stretta, anche solo per una questione di dignità, senza voler pensare a motivazioni di pretta bramosia.
L'espressione tassesca può assumere però anche una connotazione morale e psicologica: si erano in effetti verificati alcuni episodi spiacevoli presso la corte estense. Nel 1576 Torquato aveva avuto una lite con il cortigiano Ercole Fucci. Provocato, aveva rifilato uno schiaffo al Fucci, che in risposta lo colpì più volte con un bastone.
Un servo aveva inoltre rivelato al Tasso che, durante una sua assenza, un altro cortigiano, Ascanio Giraldini, aveva fatto forzare la porta della sua camera, nel tentativo di appropriarsi di alcuni manoscritti. Tasso sarebbe anche riuscito a rintracciare il magnano ottenendone una confessione, come risulta da un'altra lettera al Gonzaga, in cui si ipotizzano altre trame ordite alle sue spalle, anche se «io non me ne posso accertare».
A far precipitare il rapporto con il duca e la corte furono però gli scrupoli religiosi del poeta. Nell'aprile 1577 Tasso si autoaccusò presso l'Inquisizione ferrarese (dopo l'autoaccusa presso il tribunale bolognese avvenuta due anni prima), attaccando inoltre influenti personaggi di corte. Si cercò allora di far desistere il poeta dall'intenzione di confermare le sue affermazioni negli interrogatori successivi, senza risparmiargli punizioni corporali che non riuscirono a far cambiare idea al Tasso, che si presentò altre due volte davanti all'inquisitore.
Le accuse erano rivolte in particolare contro Montecatini, il segretario ducale. Siccome Torquato voleva recarsi a deporre presso il Tribunale capitolino, l'inquisitore ferrarese, conscio del fatto che una simile azione poteva mettere a repentaglio i rapporti con la Santa Sede, - vitali per casa d'Este - informò immediatamente il duca con una missiva del 7 giugno. Alfonso mise il poeta sotto sorveglianza, e il 17 giugno Tasso, ritenendosi spiato da un servo, gli scagliò contro un coltello.

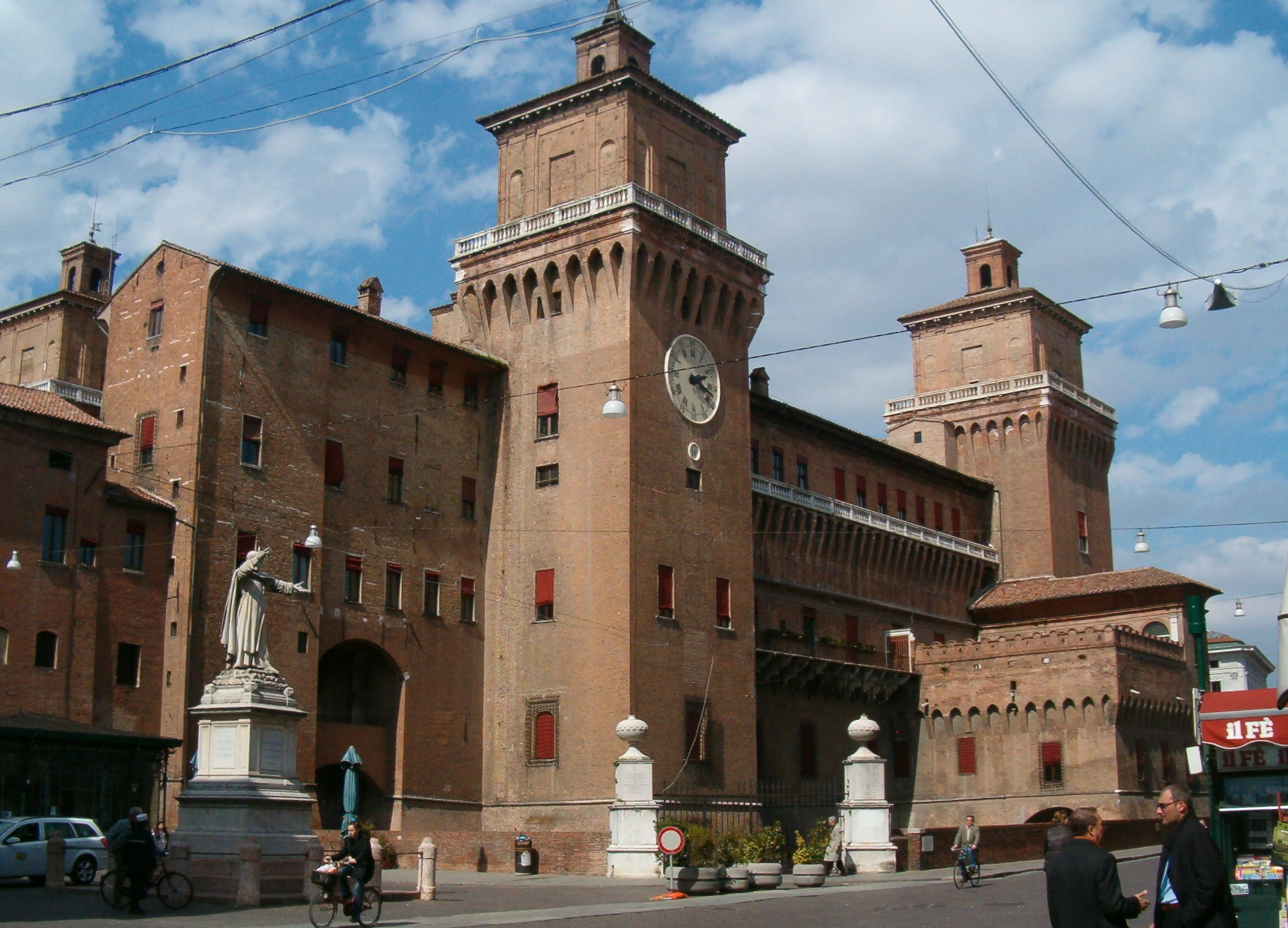
Il Castello Estense

Tasso rimase nella prigione del Castello fino all'11 luglio, quando Alfonso lo fece liberare e lo accolse presso la villeggiatura di Belriguardo, dove però rimase pochi giorni, venendo rimandato a Ferrara per essere consegnato ai frati del convento di S. Francesco.
Il poeta supplicò allora i cardinali dell'Inquisizione romana affinché lo sollevassero da una situazione ormai insopportabile trovandogli una sistemazione nell'Urbe, e nel contempo si lamentava con Scipione Gonzaga per il trattamento ricevuto, ma pochi giorni dopo si ritrovò nuovamente nella prigione del Castello. Tentò quindi un'altra via e chiese invano perdono al suo signore.
Tasso era indubbiamente provato dalle fatiche della Gerusalemme, e le lettere del periodo rivelano un animo inquieto e agitato, spesso preoccupato di smentire chi voleva vedere in lui i germi della pazzia. Le manie di persecuzione e l'instabilità si erano impadronite di lui, ma fino a qual punto? Fino a qual punto invece certe manifestazioni del poeta, che mantiene nelle missive una lucidità pressoché completa, funsero da pretesto per emarginare un personaggio divenuto pericoloso? Su questo punto i critici non sono mai riusciti a trovare un accordo.
Intanto la prigionia nel Castello si prolungava, e non restava che la fuga: nella notte tra il 26 e il 27 luglio si travestì da contadino e fuggì nei campi. Raggiunta Bologna, proseguì fino a Sorrento, dove, ancora sotto mentite spoglie e fisicamente distrutto, si recò dalla sorella, annunciandole la propria morte, così da vedere la sua reazione, e svelandole la sua vera identità solo dopo aver osservato la reazione realmente addolorata della donna.
A Sorrento rimase parecchi mesi ma, volendo riprendere parte alla vita di corte, fece inviare da Cornelia una supplica al duca, in data 4 dicembre 1577, chiedendo di essere riammesso alle sue dipendenze, in un testo che fu certamente dettato, almeno in parte, dal poeta stesso: «La maggior colpa che io credo sia in lui, è la poca sicurezza, che ha mostrata d'avere nella parola di V.A., e il molto diffidarsi della sua benignità».
Così, nell'aprile 1578 ritornò a Ferrara, ma, tempo tre mesi, era di nuovo in fuga; Mantova, Padova, Venezia. Presa la via di Pesaro, da Cattolica mandò ad Alfonso una missiva in cui cerca di spiegare i motivi dell'abbandono, che restano, anche nella testimonianza diretta del Tasso, criptici: «ora me ne sono partito per non consentire a quello, a che non dee consentire uomo, che faccia alcuna professione d'onore, o ch'abbia nell'animo alcuno spirito di nobiltà». Paura, instabilità?
Quello che è certo è che nello stesso mese le parole di Maffio Venier - che lo aveva incontrato a Venezia - sembrano far perdere credibilità alle ipotesi di follia: «sebbene si può dire che egli non sia di sano intelletto, scuopre tuttavia più tosto segni di afflizione che pazzia».
Anche gli scambi epistolari intrattenuti con Francesco Maria Della Rovere paiono rivelare una personalità afflitta e agitata più che folle. Il Leitmotiv, adesso più che mai, è il dolore. Il dolore si fa allora poiesis, creazione. È proprio questo il periodo in cui vengono composti i versi dell'incompiuta canzone Al Metauro, tra i più citati e famosi dell'opera tassesca. Qui, in una rievocazione della propria vita sub specie doloris, affiorano i ricordi delle proprie sofferenze e della morte dei genitori. Il poeta è un esiliato, concretamente e metaforicamente, sin da quando bambino dovette lasciare il luogo natìo:
Intanto continuava a vagare. Percorse a piedi il tratto che separa Urbino (dominato dai Della Rovere), si diresse in Piemonte per Torino, per chiedere la protezione di Emanuele Filiberto di Savoia, personaggio molto fedele alla chiesa (aderì alla Lega Santa); passò da Borgo Vercelli verso settembre-ottobre 1578, ma non potendo proseguire il viaggio per via della piena del Sesia, aveva ricevuto una cortese ospitalità presso la famiglia (allora dominante in zona) dei Bulgaro, pur non essendosi presentato con la sua vera identità.

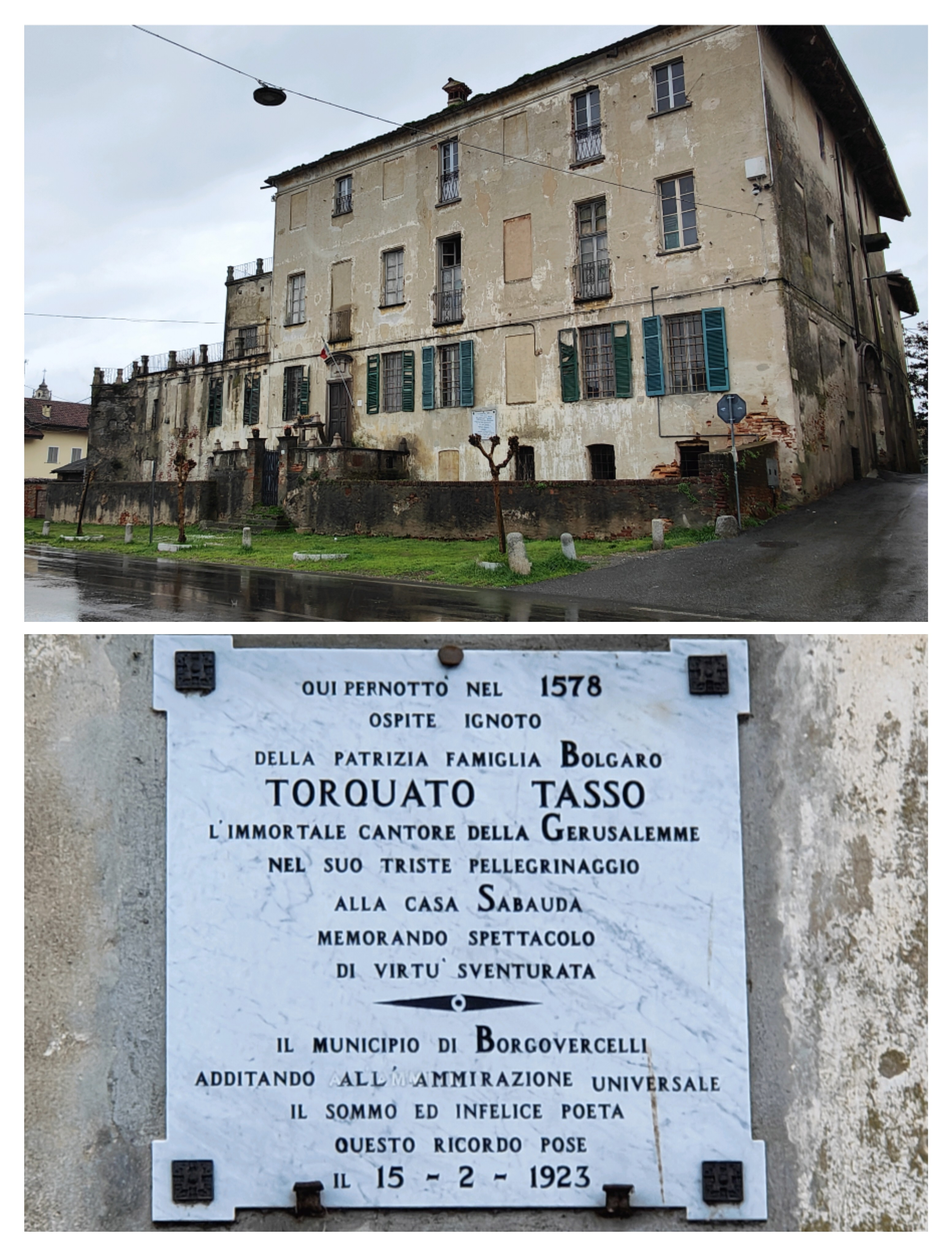
Borgo Vercelli, il castello dei Bulgaro dove il Tasso fu ospitato nel 1578. Sotto: targa all'ingresso posta dal comune nel 1923

In questa occasione scrisse Il padre di famiglia, testo maturato durante la conversazione al castello, dedicato all'amico Scipione Gonzaga.
In seguito non sarebbe riuscito a entrare nella città di Torino - era stato respinto dai doganieri perché in stato pietoso - se Angelo Ingegneri, amico di Torquato da alcuni anni, non lo avesse riconosciuto e aiutato a entrare. A Torino ricevette l'ospitalità del marchese Filippo I d'Este, genero del duca di Savoia, e godette di una certa tranquillità che gli permise di comporre poesie e iniziare tre dialoghi, la Nobiltà, la Dignità e la Precedenza.
Il Tasso fu presente all'incontro fra Emanuele Filiberto e il cardinale Carlo Borromeo, intenzionato a fare un pellegrinaggio a Chambéry per sciogliere un voto fatto per il flagello della peste. Il duca di Savoia aveva fatto portare a Torino dalla località savoiarda la reliquia della Sindone per allontanarla dai calvinisti che minacciavano di distruggerla.

### Prigionia a Sant'Anna
In seguito a nuovi pentimenti e nuove nostalgie della corte ferrarese, il poeta si adoperò ancora una volta per il rientro nella città ducale, facendo leva sulle intercessioni del cardinale Albano e di Maurizio Cataneo, e infine riguadagnò la capitale estense tra il 21 e il 22 febbraio 1579, proprio mentre fervevano i preparativi per le terze nozze di Alfonso, quelle con Margherita Gonzaga, figlia del duca di Mantova Guglielmo.
Fu ospitato da Luigi d'Este, ma nessuno badava a lui: «Ora le fo sapere, che io qui ho trovato quelle difficoltà che m'imaginava, non superate né dal favore di monsignor illustrissimo, né da alcuna sorte d'umanità ch'io abbia saputo usare», scrisse a Maurizio Cataneo il 24 febbraio. In una missiva al cardinale Albano, recante la data del 12 marzo, Tasso chiede almeno gli si faccia riottenere lo stipendio precedente.

A questo punto i fatti precipitarono: «Iersera l'altra si mandò il povero Tasso a Sant'Anna, per le insolenti pazzie ch'avea fatte intorno alle donne del Signor Cornelio, e che era poi venuto a fare con le Dame di Sua Altezza, quali, per quanto m'è stato rifferto, furono così brutte e disoneste, che indussero il Signor Duca a quella risoluzione». Non è chiaro quando accadesse esattamente il fatto, si oscilla tra l'11 e il 12 marzo, ma è certo che in quest'ultima data il poeta fosse già stato recluso nella prigione di Sant'Anna. Pare sicuro anche che le parole offensive pronunciate in preda all'ira si siano indirizzate poi in modo esplicito allo stesso duca, ed è probabile che si trattasse di gravi accuse (forse legate ancora una volta alla vicenda dell'Inquisizione) che, fatte in pubblico, chiedevano una risoluzione drastica. Il duca Alfonso II rinchiuse quindi Tasso nell'Ospedale Sant'Anna, nella celebre cella detta poi "del Tasso", dove rimase per sette anni. Qui, alle manie di persecuzione, si aggiunsero tendenze autopunitive.

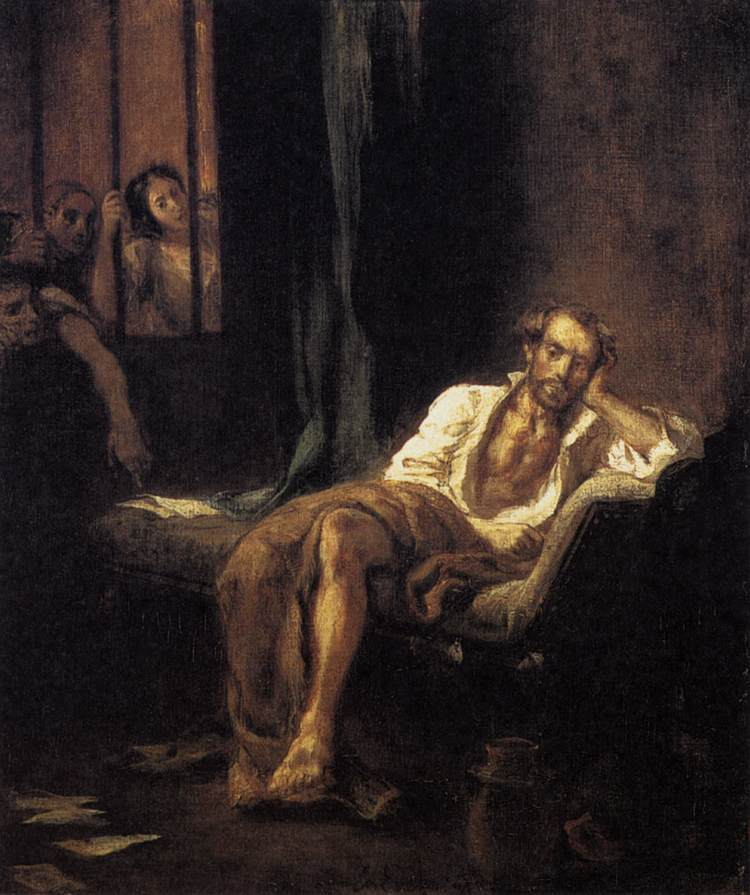
Delacroix: Tasso all'ospedale di Sant'Anna

Nell'Ospedale veniva trattato alla stregua dei «forsennati», ricevendo poche razioni di cibo scadente, privato di ogni comodità materiale e di ogni conforto spirituale, visto che il cappellano, «se ben io ne l'ho pregato, non ha voluto mai o confessarmi o comunicarmi». È vero che dopo nove mesi ci fu un miglioramento del vitto, ma dovette trattarsi di ben poca cosa, e i primi tre anni coincisero con una sorta di isolamento.
Scrisse comunque ininterrottamente a principi, prelati, signori e intellettuali pregandoli di liberarlo e difendere la propria persona. Le suppliche erano rivolte al solito Gonzaga, alla mai dimenticata Lucrezia d'Este, a Francesco Panigarola (che sarebbe divenuto vescovo di Asti), a Ercole Tasso e molti altri. I primi anni di reclusione non impedirono a Torquato di scrivere; anzi, le tre canzoni del periodo rivelano una poesia essenziale, magistrale nella gestione delle armonie, simbolo di un'ormai indiscussa maturità e dimostrazione, una volta di più, di come le facoltà mentali del poeta fossero ancora intatte. Ecco quindi A Lucrezia e Leonora, con la celebre invocazione alle «figlie di Renata», in un nostalgico ricordo dei tempi sereni trascorsi a corte, messo in contrasto con la durezza del tempo presente, ecco Ad Alfonso, nuova supplica al duca che, rimasta inascoltata, diventò un inno Alla Pietà nell'omonima canzone.
Le condizioni mutarono con gli anni: a partire dal 1580 gli fu permesso di uscire qualche volta e di ricevere visite, nel novembre 1582 il vitto migliorò ulteriormente, mentre dal 1583 poté lasciare Sant'Anna più volte alla settimana, «accompagnato da gentiluomini e qualche volta fu condotto anche a corte». Tuttavia il trattamento rimaneva molto duro e, a distanza di secoli, pare spropositato se il motivo dovesse ridursi alla pazzia o a delle offese personali.
Certo, il Tasso soffriva di turbe psichiche. A questo proposito è illuminante la lettera di aiuto che indirizzò il 28 giugno 1583 al celebre medico forlivese Girolamo Mercuriale. Qui troviamo un elenco e una descrizione dei mali che affliggono il poeta: «rodimento d'intestino, con un poco di flusso di sangue; tintinni ne gli orecchi e ne la testa, [...] imaginazione continua di varie cose, e tutte spiacevoli: la qual mi perturba in modo ch'io non posso applicar la mente a gli studi per un sestodecimo d'ora», fino alla sensazione che gli oggetti inanimati si mettano a parlare. È da notare tuttavia come tutte queste sofferenze non l'abbiano reso «inetto al comporre».
Si può poi ammettere che «il Tasso non fu semplicemente un melanconico, ma di tratto in tratto veniva sorpreso da eccessi di mania, da riescire pericoloso a sé ed agli altri», ma, anche se questi squilibri dovessero essersi manifestati realmente, essi non giustificano né la tesi della pazzia né la necessità di allontanare il Tasso dalla corte per un periodo così lungo. Con buone probabilità, quindi, la ragione principale deve essere riallacciata ancora una volta ai tentativi tasseschi di ricorrere all'Inquisizione romana, e l'imprigionamento era il solo modo per non compromettere il rapporto con lo Stato Pontificio.
Dopo l'edizione veneziana "pirata" e mutila di Celio Malespini (estate 1580), nel 1581, sempre durante la prigionia, vennero pubblicate - nel tentativo di porre rimedio alla sciagurata operazione - a Parma e Casalmaggiore, ancora senza il suo consenso, due edizioni del poema iniziato all'età di quindici anni. Il titolo di Gerusalemme liberata fu scelto dal curatore di queste ultime versioni, Angelo Ingegneri, senza l'avallo dell'autore. L'opera ebbe un grande successo.
Siccome anche le stampe dell'Ingegneri presentavano delle imperfezioni e la Gerusalemme era ormai di dominio pubblico, bisognava approntare la versione migliore possibile, ma per far questo era necessaria l'autorizzazione e la collaborazione del Tasso. Così, seppur riluttante, il poeta diede il proprio consenso a Febo Bonnà, che diede alla luce la Gerusalemme liberata il 24 giugno 1581 a Ferrara, restituendola in modo ancora più preciso pochi mesi dopo.
Queste traversie editoriali addolorarono il Tasso, che avrebbe voluto mettere mano al poema in modo da renderlo conforme alla propria volontà. All'amarezza per le pubblicazioni seguì ben presto quella che gli fu causata dalla polemica con la neonata Accademia della Crusca. La diatriba non fu scatenata, per la verità, né dal poeta né dall'Accademia. La sua origine va ricercata nel dialogo Il Carrafa, o vero della epica poesia, che il poeta capuano Camillo Pellegrino stampò presso l'editore fiorentino Sermartelli all'inizio di novembre del 1584. Nel dialogo Torquato viene esaltato assieme alla sua opera, in quanto fautore di una poesia etica e fedele ai dettami aristotelici, mentre l'Ariosto viene duramente condannato a causa della leggerezza, delle fantasiose invenzioni e dell'eccessiva dispersione che si possono riscontrare nell'Orlando Furioso.

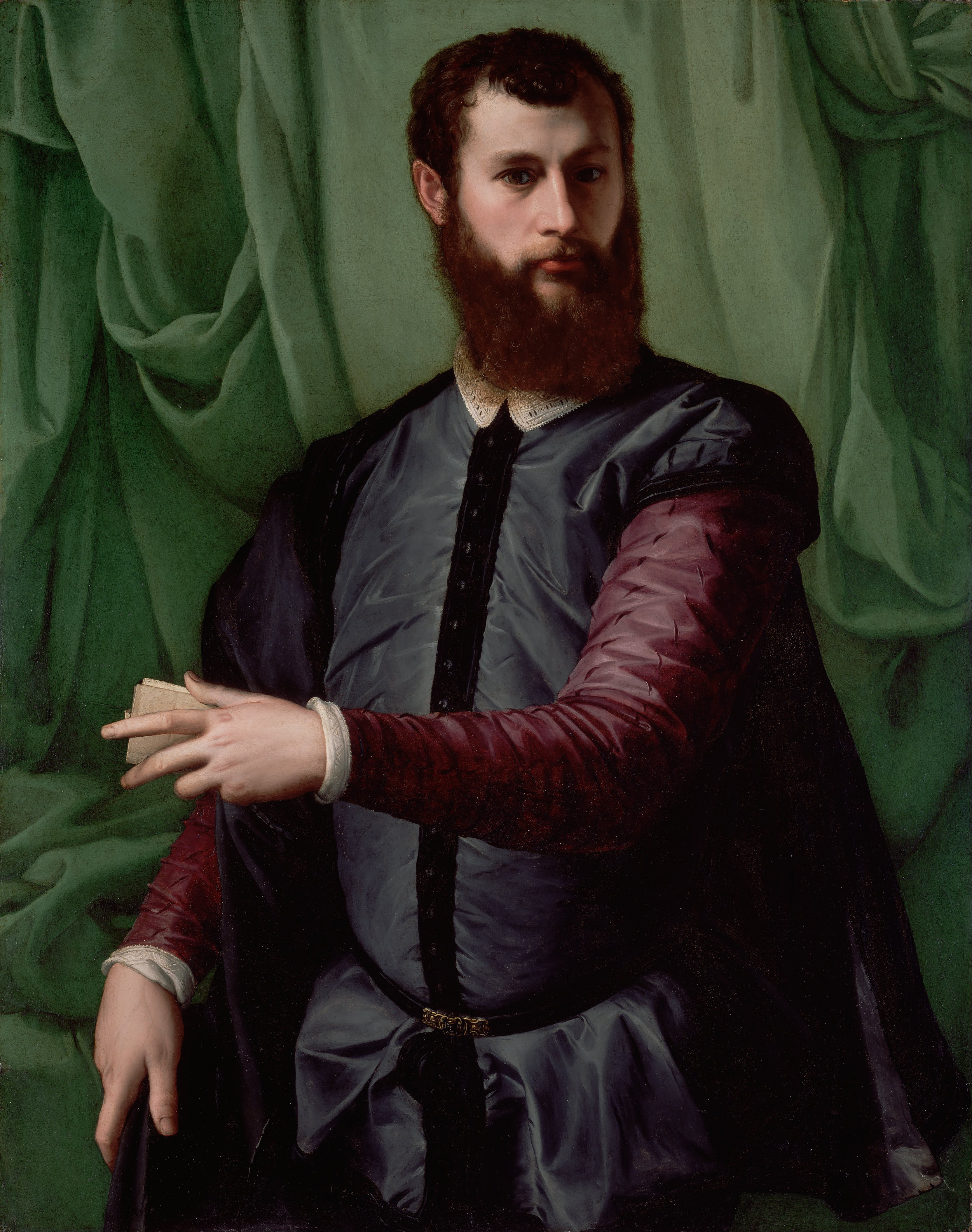
Leonardo Salviati

Il testo provocò la reazione dell'Accademia, che rispose nel febbraio dell'anno seguente con la Difesa dell'Orlando Furioso degli Accademici della Crusca, stroncando il Tasso ed esaltando invece «il palagio perfettissimo di modello, magnificentissimo, ricchissimo, e ornatissimo», che era il Furioso. La Difesa fu fondamentalmente opera di Leonardo Salviati e di Bastiano de' Rossi. Tasso decise di scendere in campo con l'Apologia in difesa della Gerusalemme Liberata, edita a Ferrara dal Licino il 20 luglio. Rivendicando la necessità di un'invenzione che si fondi sulla storia, il poeta si opponeva alle opinioni dei paladini del volgare fiorentino, e respingeva le accuse di un lessico intriso di barbarismi e poco chiaro.
La polemica continuò, visto che il Salviati replicò in settembre con la Risposta all'Apologia di Torquato Tasso (testo noto anche come Infarinato primo), cui seguirono un nuovo opuscolo di Pellegrino e un Discorso del Nostro, dopo di che - se si esclude un ulteriore scritto del Salviati, l'Infarinato secondo (1588) - per qualche tempo le acque si calmarono, ma la querelle tra ariosteschi e tasseschi proseguì fino al secolo successivo, e fu una delle più infiammate della storia della letteratura italiana.
Durante la reclusione Tasso scrisse principalmente discorsi e dialoghi: fra i primi quello Della gelosia (redatto già nel 1577 ma pubblicato nel 1585), Dell'amor vicendevole tra 'l padre e 'l figliuolo (1581), Della virtù eroica e della carità (1583), Della virtù femminile e donnesca (1583), Dell'arte del dialogo (1585), Il Secretario (1587), cui si deve aggiungere il Discorso intorno alla sedizione nata nel regno di Francia l'anno 1585 (composto nel 1585, edito solo nel 1817) e il Trattato della Dignità, già iniziato a Torino, come si è visto.
Queste opere sviluppano tematiche morali, psicologiche o strettamente religiose. La virtù cristiana è proclamata come superiore alla pur nobile virtù eroica, si afferma la comune origine di amore e gelosia, si valutano i talenti specifici della donna, il tutto arricchito dal racconto di esperienze personali che giustificano l'opinione dell'autore. Vengono affrontate anche questioni politiche, in special modo nel Secretario, diviso in due parti, la prima dedicata a Cesare d'Este, la seconda ad Antonio Costantini. Qui, nella descrizione del principe ideale, si enucleano alcune caratteristiche come la clemenza (chiaro il riferimento alla propria condizione), l'esser filosofo, e soprattutto «un gentiluomo a la cui fede ed al cui sapere si possono confidare gli Stati e la vita e l'onor del principe».
Più copiosa ancora fu la composizione di dialoghi, scritti sotto il nume ideale di Platone, ma paragonabili più obiettivamente a quelli del sedicesimo secolo. Quasi ogni tematica morale viene sviscerata in una serie davvero lunga di opere più o meno prolisse e più o meno felici.
Tasso scrisse, nell'ordine, Il Forno, o vero de la Nobiltà (1579, 1581, modificato nel 1586 e ripubblicato l'anno seguente); il Gonzaga, o vero del Piacer onesto (1580, 1583), in seguito rivisto e stampato con il titolo Il Nifo, o vero del piacere; Il Messaggero (1580, 1582. Qui immaginò di interagire amichevolmente con il folletto da cui si credeva perseguitato nella realtà. Questo dialogo ispirò la celebre operetta morale leopardiana Dialogo di Torquato Tasso e del suo Genio familiare), con una seconda lezione del 1586; Il padre di famiglia (1580, 1583, ispirato a un gentiluomo che lo ospitò a Borgo Sesia prima dell'arrivo a Torino); Il cavalier amante e la gentildonna amata (1580, 1583, con dedica a Giulio Mosti, giovane ammiratore del poeta); Romeo o vero del giuoco (1580, 1581), rivisto e dato alle stampe con titolo Il Gonzaga secondo, o vero del giuoco (1581, 1582); La Molza, o vero de l'Amore (1583, 1587, prende spunto dalla conoscenza che il Tasso fece della celebre poetessa Tarquinia Molza a Modena, nel dicembre 1576, ed è dedicato a Marfisa d'Este); Il Malpiglio, o vero della corte (1583, 1586, con riferimento al gentiluomo ferrarese Lorenzo Malpiglio); Il Malpiglio secondo o vero del fuggir la moltitudine (1583, 1666); Il Beltramo, overo de la Cortesia (1584, 1586); Il Rangone, o vero de la Pace (1584, 1586, in risposta a uno scritto di Fabio Albergati); Il Ghirlinzone, o vero l'Epitafio (1585, 1586); Il Forestiero napolitano, o vero de la Gelosia (1585, 1586); Il Cataneo, o vero de gli Idoli (1585, 1586) e, infine, La Cavalletta, o vero de la poesia toscana (1584, 1587).
In tutto questo non aveva dimenticato l'opera principe, dimostrando di avere al riguardo idee piuttosto lontane da quella che sarà la realizzazione finale. A Lorenzo Malpiglio espose intenzioni sostanzialmente opposte agli interventi che avrebbe apportato negli anni successivi: parla di portare la Liberata da venti a ventiquattro canti (secondo l'idea originaria) e di accrescere il numero delle stanze, tagliando anche dei passaggi ma con il risultato che «la diminuzione sarà molto minor de l'accrescimento».
Nel 1586 qualche segnale, magari anche dettato da semplice interesse, lasciava intravedere un astio meno severo nei confronti del Nostro. Prima della reclusione, nel marzo del 1577, a Comacchio era stata rappresentata una commedia tassesca alla presenza della corte. Ora Virginia de' Medici voleva che il testo fosse perfezionato e completato per essere interpretato durante i festeggiamenti del suo matrimonio con Cesare d'Este. Tasso si mise al lavoro ed esaudì la richiesta. L'opera fu poi pubblicata nel 1603 e ricevette il titolo - Gli intrichi d'amore - dal Perini, uno degli attori dell'Accademia di Caprarola, che aveva messo in scena la commedia nel 1598.
L'opera, ricolma di intrecci amorosi e di agnizioni secondo il costume dell'epoca, è sofisticata e inverosimile, ma non mancano pagine vivaci ed episodi ispirati all'Aminta. Vi si possono inoltre vedere alcuni elementi che confluiranno nella commedia dell'arte: il personaggio del Napoletano, parlando in dialetto e «profondendosi in spiritosaggini sbardellate», richiama alla mente la futura maschera di Pulcinella. La critica è stata piuttosto concorde nel ritenerla infelice, tutta una goffaggine pedantesca e superficiale, nel giudizio di Francesco D'Ovidio.

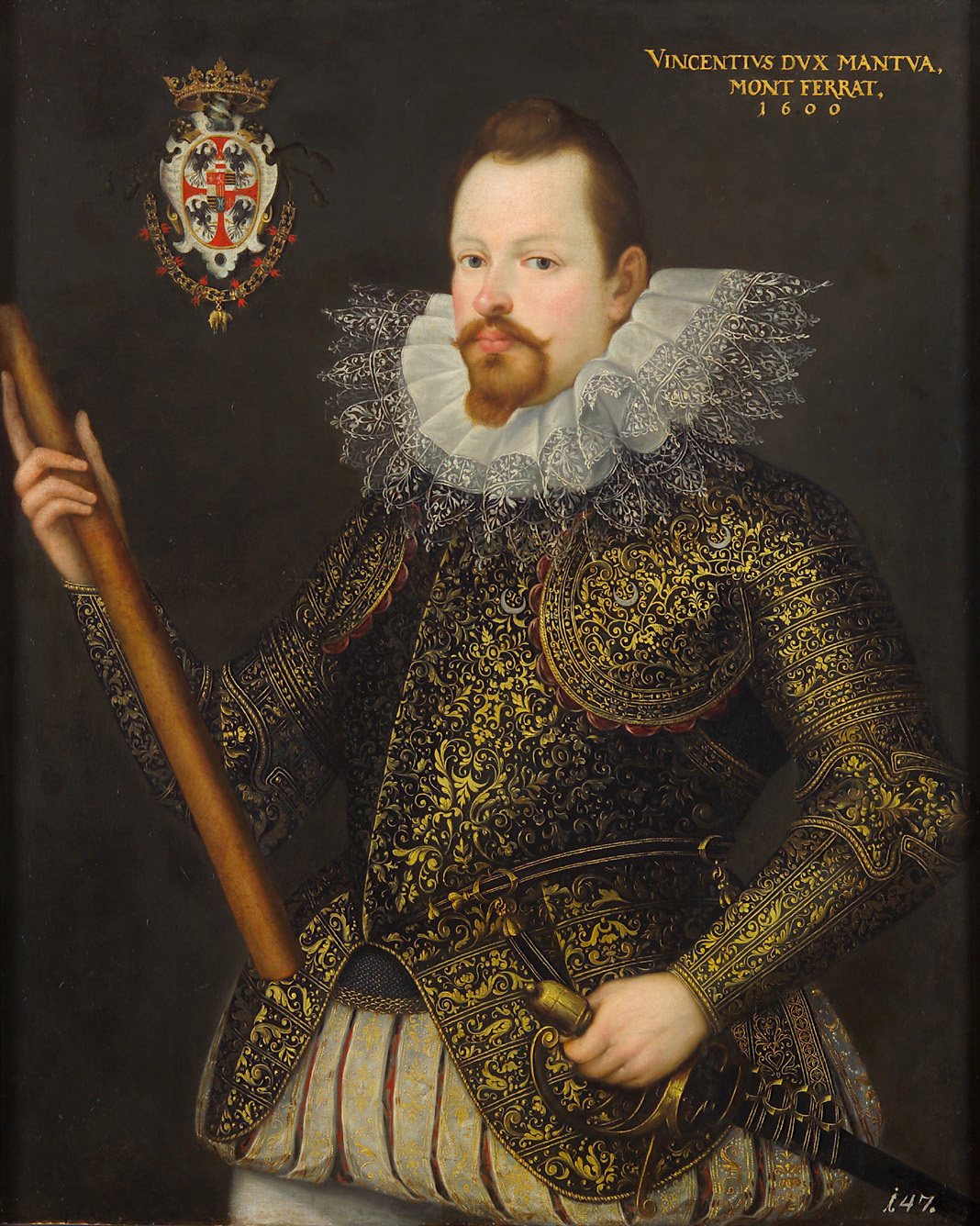
F. Pourbus: Vincenzo Gonzaga

### Dopo la prigionia: le delusioni, le sofferenze, le peregrinazioni
Il 13 luglio 1586 finì la prigionia: Tasso venne affidato a Vincenzo Gonzaga, che lo volle alla sua corte di Mantova. Nelle intenzioni di Alfonso, Tasso doveva restare presso il figlio di Guglielmo Gonzaga solo per un breve periodo, ma di fatto il poeta non tornò più a Ferrara, e restò presso Vincenzo, in un ambiente in cui conobbe Ascanio de' Mori da Ceno, diventandone amico.
A Mantova Tasso ritrovò qualche barlume di tranquillità; riprese in mano il Galealto re di Norvegia, la tragedia che aveva lasciato interrotta alla seconda scena del secondo atto - e che aveva frattanto avuto un'edizione nel 1582 -, e la trasformò nel Re Torrismondo, conglobando nei primi due atti quanto aveva precedentemente scritto ma cambiando i nomi, e procedendo alla stesura dei tre atti successivi in modo da arrivare ai cinque canonici. Quando nell'agosto si recò a Bergamo, ritrovando amici e parenti, si mise subito in azione per dare alle stampe la tragedia, e l'opera uscì, a cura del Licino e per i tipi del Comin Ventura, con dedica a Vincenzo Gonzaga, nuovo duca di Mantova.
Si trattava comunque di una "libertà vigilata", e i fatti dell'autunno 1587 lo dimostrano chiaramente. Dopo essere tornato a Mantova, deluso e preoccupato di una possibile venuta di Alfonso, Tasso andò a Bologna e a Roma senza chiedere al Gonzaga l'autorizzazione e questi, sotto la pressione del duca di Ferrara, tentò in ogni modo di farlo tornare indietro. Antonio Costantini, sedicente amico del poeta che metteva al primo posto l'ambizione e l'obiettivo di essere tenuto in onore presso la corte mantovana, e Scipione Gonzaga si mobilitarono, ma Torquato capì la situazione e rifiutò di ritornare, rendendo impossibile qualsiasi mossa, dal momento che un intervento che lo riportasse nel ducato mantovano con la forza non sarebbe mai stato tollerato dal Pontefice. Il fatto che nessuno impedisse il viaggio a Bergamo mentre ci fosse una mobilitazione generale per allontanare il poeta dall'Urbe rimane comunque un segnale che pare ulteriormente ridimensionare il peso della presunta follia di Torquato nelle preoccupazioni dei duchi del settentrione.
Nel corso del tragitto Tasso passò da Loreto, raccogliendosi in preghiera nel santuario e concependo quella canzone «a la gloriosa Vergine» che può forse richiamare il Petrarca della Canzone alla Vergine in qualche scelta lessicale, ma, in mezzo alla lode e alla supplica, è tanto più intessuta di travaglio e sofferenza:
Torquato fu a Roma nell'autunno 1587 e fino alla primavera successiva. L'irrequietudine era di nuovo alle stelle: le lettere registrano le sue richieste di denaro e le lamentele per la propria condizione di salute. Il poeta è ormai disilluso, e fa meno affidamento sulla possibilità che gli altri lo aiutino. Come scrisse alla sorella in una lettera del 14 novembre, gli uomini «non hanno voluto sanarmi, ma ammaliarmi». Tuttavia, il Nostro è in preda al bisogno materiale e continua ad autoumiliarsi, scrivendo versi encomiastici per Scipione Gonzaga, divenuto cardinale, senza ottenere alcunché. Anche la speranza di essere ricevuto dal papa Sisto V viene delusa, nonostante le lodi che Tasso rivolge al pontefice in varie poesie, confluite assieme ad altre del periodo in un volumetto del 1589, stampato a Venezia.
Vista l'inutilità del soggiorno romano, il peregrinante poeta pensò trovare maggior fortuna nell'amata Napoli. Così, ai primi di aprile del 1588 Tasso ritornò nella città vesuviana fortemente intenzionato a risolvere a proprio favore le cause contro i parenti per il recupero della dote paterna e di quella materna. Benché potesse contare su amici e congiunti, e sulle conoscenze altolocate partenopee, tra cui i Carafa (o Carrafa) di Nocera, i Gesualdo, i Caracciolo di Avellino, i Manso, preferì accettare l'ospitalità di un convento di frati olivetani. Qui conobbe l'amico più caro degli ultimi anni: Giovan Battista Manso, signore di Bisaccia e primo entusiasta biografo dell'autore dopo la sua morte.
Il clima amichevole in cui fu accolto, la stima di amici e letterati, e il conforto di una «bellissima città, la quale è quasi una medicina al mio dolore», riuscirono a risollevare per un breve periodo l'infelice animo tassiano. Per ringraziare i monaci scrisse il poemetto, rimasto incompiuto, Monte Oliveto, in riferimento al convento in cui sorgeva il complesso monastico che attualmente ospita la caserma dei carabinieri (resta visitabile la chiesa Sant'Anna dei Lombardi). L'opera - un resoconto encomiastico delle principali tappe esistenziali e delle principali virtù di Bernardo Tolomei, il fondatore della Congregazione - è fortemente intessuta di spirito cristiano, in un severo richiamo ad una vita sobria, lontana dalle vanità del mondo. Dedicata al cardinale Antonio Carafa, si interrompe alla centoduesima ottava.
Al pari del Re Torrismondo e di molta parte dell'ultima produzione tassesca, il Monte Oliveto non ha goduto dei favori della critica. Guido Mazzoni vi vide più una predica che un poema, mentre Eugenio Donadoni utilizzò quasi le medesime parole che gli erano servite per stroncare il Torrismondo (v. Re Torrismondo): questa è «l'opera non più di un poeta, ma di un letterato, che cerca di dare forma e tono epico a una convenzionale vita di santo». Come per la tragedia nordica, la rivalutazione è arrivata con l'analisi di Luigi Tonelli e di alcuni studiosi più recenti.
In ogni caso, anche questo periodo napoletano si rivelò complicato per Tasso, a causa delle precarie condizioni di salute e delle ristrettezze economiche, a cui si aggiunsero anche nuove polemiche letterarie e religiose sulla Gerusalemme liberata. Spostatosi a Bisaccia, Tasso poté vivere un periodo di maggiore tranquillità. Manso ricorda un episodio curioso: mentre sedeva con l'amico davanti al fuoco, questi disse di vedere uno «Spirito, col quale entrò in ragionamenti così grandi e meravigliosi per l'altissime cose in essi contenute, e per un certo modo non usato di favellare, ch'io rimaso da nuovo stupore sopra me inalzato, non ardiva interrompergli». Alla fine della visione, Manso confessò di non aver visto nulla, ma il poeta gli si rivolse sorridendo: «Assai più veduto hai tu, di quello che forse... E qui si tacque». Viste le rare manifestazioni allucinatorie di cui abbiamo notizia, (si ricordino quelle che erano state descritte, nel 1580, nel dialogo Il messaggero, in cui è descritto uno spirito amoroso che appare a Tasso sotto la figura di un giovanetto dagli occhi azzurri, simili a quelli che Omero alla dea d'Atene attribuisce), la risposta del Nostro assume una valenza indubbiamente ambigua, e non può escludersi che avesse voluto mettere alla prova il Manso per vedere se anche lui lo avrebbe considerato un "folle".

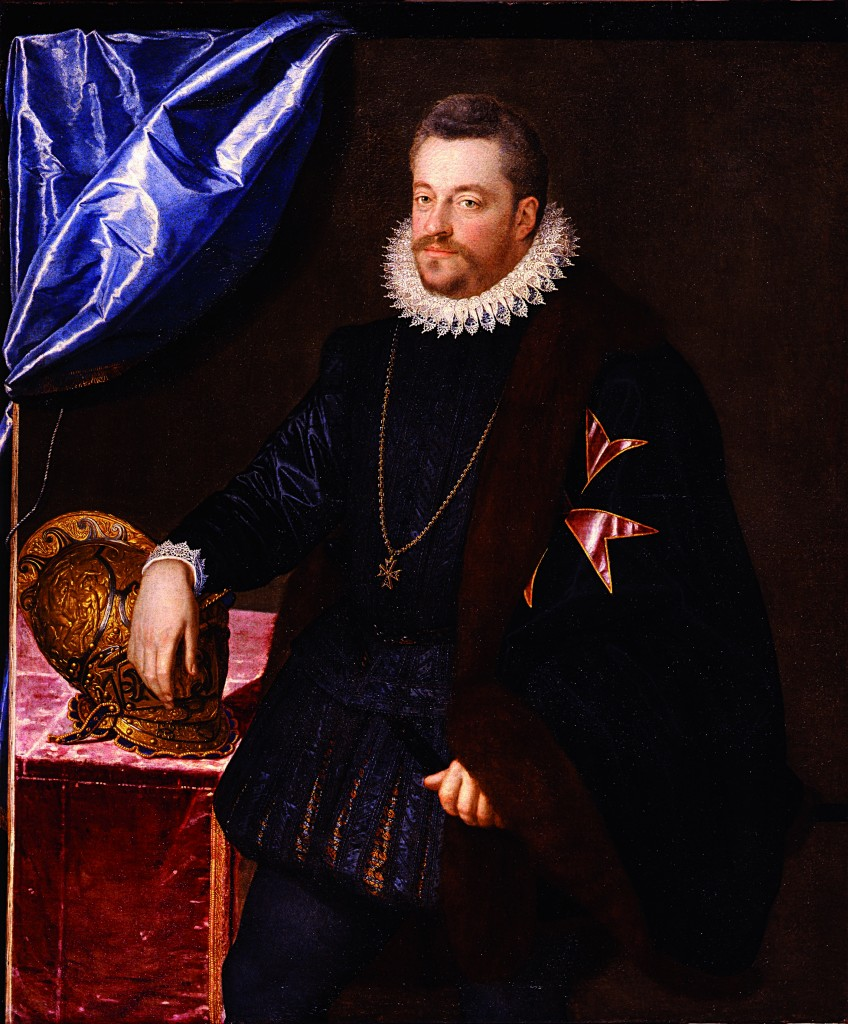
Ferdinando I de' Medici

A dicembre era di nuovo a Roma, dove giunse nella speranza di essere ospitato dal Papa in Vaticano, confidando negli illusori pareri di alcuni amici. Ad ospitare Tasso fu invece Scipione Gonzaga, e il poeta si sentì di nuovo «più infelice che mai». Ricominciava la routine: richieste d'aiuto a destra e a sinistra, con l'obiettivo di ricevere i cento scudi che gli erano stati promessi per la stampa delle sue opere: «vorrei in tutti i modi trovar questi cento ducati, per dar principio a la stampa, avendo ferma opinione che di sì gran volume se ne ritrarrebbero molto più», scrisse ad Antonio Costantini. I destinatari erano ancora una volta i più disparati: il principe di Molfetta, il Costantini, il duca di Mantova Vincenzo Gonzaga, gli editori. Il Nostro si umiliò per l'ennesima volta anche con Alfonso, cui chiese nuovamente perdono, mentre al Granduca di Toscana Ferdinando I domandò l'intercessione del cardinal Del Monte, lo stesso che prenderà sotto la propria protezione Caravaggio. Tutte le speranze, però, furono disattese.
Al tempo stesso anche le missive ai medici si rifecero intense. Tuttavia, in mezzo a tante delusioni e a tanto affanno non venne meno la verve creativa: oltre ad aver raccolto le Rime in tre volumi, e avervi scritto il commento, Tasso compose anche un poema pastorale che riprende, anche se solo nel nome, alcuni personaggi dell'Aminta. È Il rogo di Corinna, dedicato a Fabio Orsino. La prima pubblicazione dell'opera fu postuma (1608).
Per quanto Grazioso Graziosi, agente del duca di Urbino, dicesse al suo signore del modo eccellente in cui il Tasso era trattato presso il cardinale Gonzaga, egli rilevava al contempo le infermità fisiche e mentali di Torquato, che privavano la sua età «del maggior ingegno che abbian prodotto molte delle passate». Tuttavia, è bene diffidare della prima quanto della seconda affermazione. Se «il povero Signor Tasso è veramente degno di molta pietà per le infelicità della sua fortuna», come si legge in una missiva del Graziosi di due settimane dopo, perché cacciare il poeta in malo modo, mentre Scipione Gonzaga non era presente, e costringerlo a una nuova situazione di bisogno? In aiuto del Tasso vennero ancora i monaci della Congregazione del Tolomei, che lo ospitarono a Santa Maria Nuova degli Olivetani.
Gli ultimi anni del Tasso, però, non conobbero pace duratura: le sofferenze psichiche si acuirono nuovamente, certo per le nuove delusioni derivanti da richieste di denaro non esaudite, dall'obbligo di piegarsi alla composizione di poesie a pagamento, e il poeta fu costretto a farsi ricoverare nell'Ospedale dei Pazzarelli, adiacente alla chiesa dei Santi Bartolomeo e Alessandro dei Bergamaschi, la cui costruzione era appena stata ultimata. Il dolore emerge in modo chiaro in una lettera inviata il primo dicembre 1589 ad Antonio Costantini, divenuto ormai suo confidente.
A febbraio ritornò presso Scipione Gonzaga, sempre lamentandosi per la scarsa considerazione in cui era tenuto e sempre scrivendo della propria infelicità. Tasso premeva, come già più volte in passato, per essere accolto a Firenze dal Granduca di Toscana, e accettò quindi con gioia l'invito di Ferdinando de' Medici. A Firenze giunse in aprile, ospite prima dei fidati Olivetani, poi di ricchi e illustri cittadini quali Pannucci e Gherardi. Alla tranquillità necessaria per rivedere la Gerusalemme si aggiunsero anche relative soddisfazioni economiche (sempre comunque in cambio di versi encomiastici): dal Granduca ricevette centocinquanta scudi, da Giovanni III di Ventimiglia, marchese di Geraci, sembrerebbe, duecento scudi.
Il motivo di gioia principale era tuttavia un altro, era l'avvicinarsi dell'evento più ambito da chi si sentiva, sopra ogni cosa, poeta: «Penso a la mia coronazione, la qual dovrebbe esser più felice per me, che quella de' principi, perché non chiedo altra corona per acquetarmi». Non ci fu nessuna incoronazione. C'è chi ha asserito che questa lettera contenesse solo una bislacca speranza del Tasso, senza alcun legame con la realtà. Tuttavia, la sicurezza con cui l'evento viene ormai dato per certo lascia pensare che le illusioni del Nostro avessero un fondamento, e non fossero una pura chimera.
Un nuovo evento lo indusse all'ennesimo spostamento: papa Urbano VII era succeduto a Sisto V, incoraggiando il Tasso a fare nuovamente affidamento sugli aiuti pontifici. Tasso scese così a Roma, accolto dagli Olivetani di Santa Maria del Popolo. Giovanni Battista Castagna morì tredici giorni dopo l'elezione, lasciando il posto a Gregorio XIV. Anche questa volta le lettere del poeta registrano un amaro scacco: «Ho perduto tutti gli appoggi; m'hanno abbandonato tutti gli amici, e tutte le promesse ingannato», confidò, sempre più afflitto, a Niccolò degli Oddi.

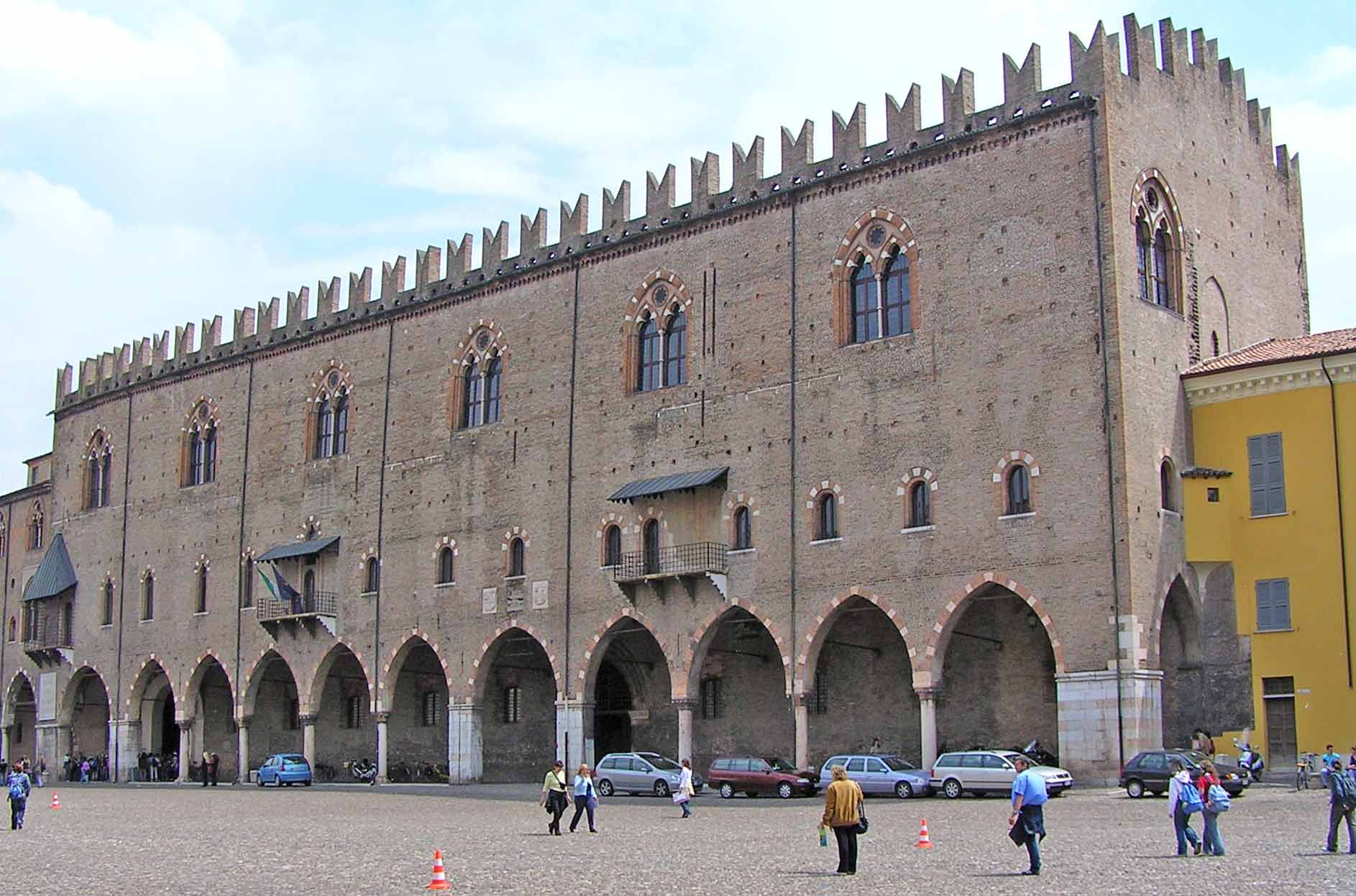
Il Palazzo Ducale di Mantova, residenza dei Gonzaga

L'autore della Gerusalemme è ogni giorno che passa più confuso, sballottato qua e là dagli eventi come una barca in mezzo al mare. Tutto questo riflette la condizione interiore di una persona disincantata ma al tempo stesso ancora ingenuamente pronta a fidarsi delle fallaci promesse che giungono dal mondo intorno, riflette un'instabilità ormai cronica. È vero che la fede andò radicandosi sempre più in Tasso, ma il fatto che al duca di Mantova scrivesse di volersi ritirare in un monastero e pochi giorni dopo accettasse il suo invito a tornare a corte è l'evidente manifestazione di un'anima senza pace.
Ritornato quindi sul Mincio (marzo 1591), accolto con tutti gli onori, poté dedicarsi totalmente al lavoro letterario, e in particolare alla revisione del capolavoro. La missiva a Maurizio Cataneo del 4 luglio ci informa del fatto che il poeta era già a buon punto, e illustra le linee direttrici della propria opera correttrice: «sono al fine del penultimo libro; e ne l'ultimo mi serviranno molte di quelle stanze che si leggono nello stampeato. Desidero che la riputazione di questo mio accresciuto ed illustrato e quasi riformato poema toglia il credito a l'altro, datogli dalla pazzia de gli uomini più tosto che dal mio giudicio». Sono parole che possono parere sciagurate, ma riflettono gli scrupoli religiosi sempre più pressanti.
Non si era comunque concentrato solo sul poema: aveva raccolto le Rime in quattro volumi, e con l'editore veneziano Giolito parlava della possibilità di stampare tutte le opere (esclusa la Gerusalemme) in sei libri. A tutto questo va aggiunto un nuovo lavoro che aveva intrapreso, lasciandolo poi incompiuto. La genealogia di Casa Gonzaga, con dedica a Vincenzo, si interruppe dopo centodiciannove ottave, per essere pubblicato solo nel 1666, tra le Opere non più stampate dell'edizione romana Dragondelli. Il poemetto è sicuramente trascurabile, fatto di una versificazione fredda, appesantita da nozioni e nomi. Tra le fonti il ruolo principale è stato svolto da un regesto di Cesare Campana, Arbori delle famiglie... e principalmente della Gonzaga, uscito a Mantova l'anno prima, e dall'Historia sui temporis di Paolo Giovio, accanto a cui va ricordata la tradizione orale legata alla battaglia del Taro.
La calma, tuttavia, era ormai un ricordo di gioventù, e ogni soggiorno diventava insopportabile dopo un certo numero di mesi. Così, ridiscese la penisola, con l'intenzione di raggiungere nuovamente Roma. Il viaggio fu travagliato e appesantito dal fatto che Tasso si ammalò più volte durante il tragitto, costretto a sostare in varie località, fra cui Firenze. Giunto nell'Urbe il 5 dicembre 1591, ricevette l'ospitalità di Maurizio Cataneo. Poche settimane dopo era ancora in viaggio, diretto a Napoli.

### Ultimi anni

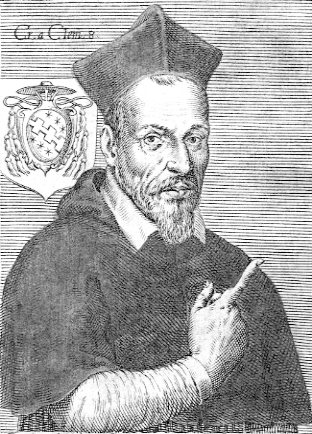
Cinzio Aldobrandini

A questo punto, inaspettatamente, ci fu spazio per qualche luce e qualche reale soddisfazione. Il soggiorno napoletano, durato dal febbraio alla fine di aprile del 1592, non tradì, né per quanto riguarda l'accoglienza ricevuta (fu ospitato dal principe di Conca Matteo di Capua e poi da Manso con grandi onori e affetto), né sulle questioni letterarie, né su quelle relative alla salute dell'artista. In effetti, in virtù della «purità dell'aria», Tasso cominciò a sentirsi meglio, e di conseguenza poté dedicarsi in modo più proficuo alle proprie attività. In questi mesi completò la Conquistata, e, sempre durante il soggiorno partenopeo, mise mano all'ultima opera significativa, Le sette giornate del Mondo creato.
Gli ultimi tre anni di vita lo videro prevalentemente a Roma: nell'aprile 1592 l'elezione al soglio pontificio di Clemente VIII lo fece venire nell'Urbe, e anche qui ebbe un trattamento decisamente migliore rispetto alle recenti esperienze. Poté infatti alloggiare nel palazzo dei nipoti del Papa, Pietro e Cinzio Aldobrandini, in procinto di diventare cardinali. Cinzio sarà di fatto il vero mecenate dell'ultimo periodo. La produzione letteraria ebbe nuovi sussulti, consacrandosi ormai quasi esclusivamente agli argomenti sacri: compose i Discorsi del poema eroico e altri Dialoghi, carmi latini e rime religiose. Addolorato per la morte di Scipione Gonzaga, gli dedicò, nel marzo 1593, Le lagrime di Maria Vergine e Le lagrime di Gesù Cristo. Tasso aveva intanto finito di rivedere il poema, e sempre nel 1593 vide la luce a Roma, per i tipi di Guglielmo Facciotti, la Gerusalemme conquistata.
Esistono inoltre chiare testimonianze del fatto che ci fosse l'intenzione di incoronare Tasso in Campidoglio, nonostante alcuni studiosi si siano ostinati a negarlo e a considerarla un'invenzione del poeta. «È veramente degno il Signor Torquato Tasso di esser celebrato in questi medesimi tempi come raro per la sua poesia, ed è parimente degno della grandezza dell'animo del Signor Cinzio Aldobrandini di erigergli una statua laureata, con mill'altre cerimonie e specie, come dicono che tosto si vedrà, e dargli luogo in Campidoglio fra le più degne ed antiche cerimonie [...]», rivela Matteo Parisetti in una lettera ad Alfonso II, risalente all'agosto del 1593.
Lo stesso Tasso è esplicito al riguardo: «Qui in Roma mi voglion coronar di lauro», scrive al Granduca di Toscana il 20 dicembre 1594, «o d'altra foglia». Sennonché, pur essendo ancora bisognoso di soldi e continuando a fare richiesta per ottenerli, il poeta sentiva sempre più lontane le preoccupazioni del mondo, e sempre meno si curava della vanità e dei successi terreni. La salute, dopo la parentesi napoletana, andava aggravandosi nuovamente, e Torquato cominciava a capire che la fine non era lontana. Per questo ritornò alle falde del Vesuvio, per concludere rapidamente in proprio favore la questione legata all'eredità materna: il risultato fu soddisfacente, acconsentendo il principe di Avellino a versargli duecento ducati all'anno, ai quali vanno aggiunti cento ducati annui che il Papa si risolverà a dargli a partire dal febbraio 1595.
A Napoli rimase dal giugno al novembre del 1594, alloggiato al monastero benedettino di san Severino, sempre più votato alla vita monastica e attratto ancora dalla letteratura agiografica. Fu probabilmente nei mesi trascorsi presso i benedettini che Tasso abbozzò l'incompiuta Vita di San Benedetto. Alla fine dell'anno ritornò a Roma.
Cambiò città per l'ultima volta: la fine era dietro l'angolo. Riconosciuta la definitiva infermità che gli rendeva ormai impossibile scrivere e correggere, non sentì più che un ultimo bisogno, tralasciando tutto il resto, il bisogno della «fuga dal mondo». Il 1º aprile entrò al monastero di S. Onofrio, sul Gianicolo, senza più nemmeno curarsi del fatto che il Mondo creato non era stato ancora rivisto. Tutto svaniva, di fronte all'importanza di prepararsi al trapasso: «Che dirà il mio signor Antonio, quando udirà la morte del suo Tasso? E per mio avviso non tarderà molto la novella, perch'io mi sento al fine de la mia vita [...] Non è più tempo ch'io parli de la mia ostinata fortuna, per non dire de l'ingratitudine del mondo». Tutto perdeva importanza, a fronte della dolcezza della «conversazione di questi divoti padri», che cominciava «la mia conversazione in cielo».

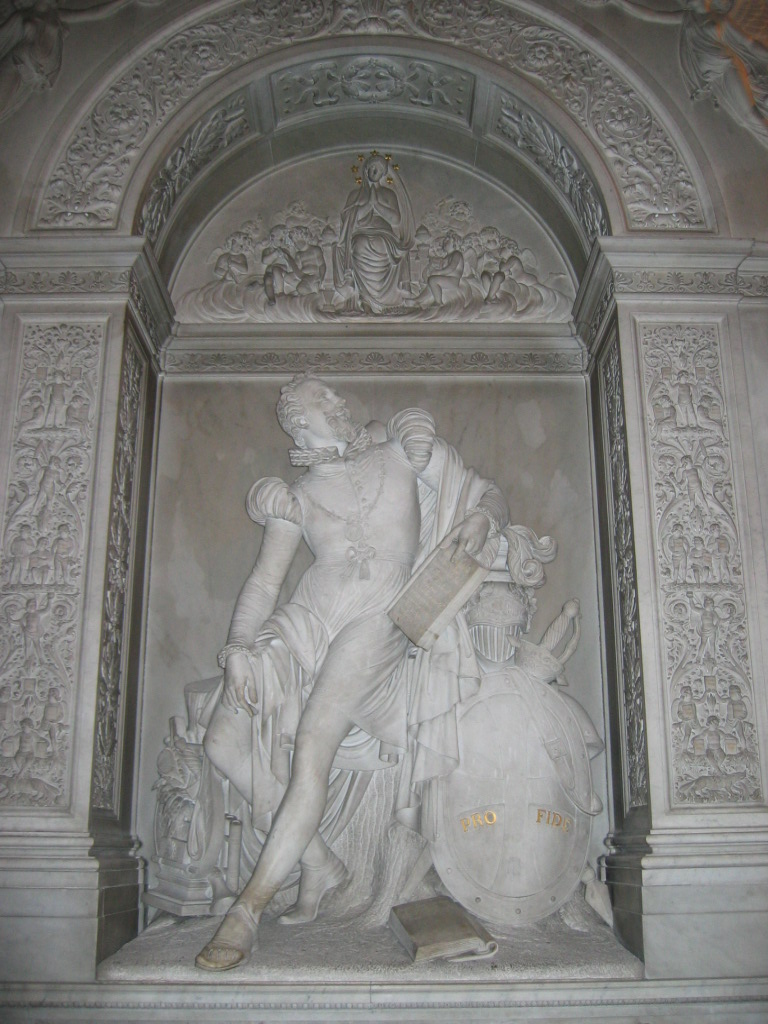
Monumento in Sant'Onofrio

Il 25 aprile, all'«undecima ora», Torquato Tasso moriva all'età di 51 anni. Era una morte serena, ricevuta con tutti i conforti dei sacramenti: «La morte del Tasso è stata accompagnata da una particolar grazia di Dio benedetto, perché in questi ultimi giorni le duplicate confessioni, le lagrime e insegnamenti spirituali pieni di pietà e di giudizio, mostrarono che fosse affatto guarito dall'umor malinconico, e che quasi uno spirito gli avesse accostato al naso l'ampolle del suo cervello».
Venne sepolto nella Chiesa di Sant'Onofrio al Gianicolo.
Presso il monastero, accanto alla strada è ancora visibile la rampa della quercia, dove si trova il tronco nero di una quercia secolare sostenuto da un sopporto metallico. Secondo la tradizione locale si tratta della cosiddetta quercia del Tasso, l'albero alla cui ombra il poeta spesso sedeva per riposarsi.

## Albero genealogico
|  |  |  |  |  |  |  |  |                 |                 |                   |                   |                   |                   |                   |                   |                |                |                |                |                |                |                            |                            |                            |                            |                            |                            |              |              |                                    |                                    |                                    |                                    |                                    |                                    |                   |                   |                   |                   |                 |                 |                 |                 |                 |                 |               |               | Reinerius de Tassis (1117) |                     |                     |                     |                     |                     |  |  |  |  |  |  |  |  |  |  |  |  |  |  |  |  |  |  |
|  |  |  |  |  |  |  |  |                 |                 |                   |                   |                   |                   |                   |                   |                |                |                |                |                |                |                            |                            |                            |                            |                            |                            |              |              |                                    |                                    |                                    |                                    |                                    |                                    |                   |                   |                   |                   |                 |                 |                 |                 |                 |                 |               |               |                            |                     |                     |                     |                     |                     |  |  |  |  |  |  |  |  |  |  |  |  |  |  |  |  |  |  |
|  |  |  |  |  |  |  |  |                 |                 |                   |                   |                   |                   |                   |                   |                |                |                |                |                |                |                            |                            |                            |                            |                            |                            |              |              |                                    |                                    |                                    |                                    |                                    |                                    |                   |                   |                   |                   | Sconosciuta     | Sconosciuta     | Sconosciuta     | Sconosciuta     | Sconosciuta     | Sconosciuta     |               |               | Omedeo Tasso (1290)        | Omedeo Tasso (1290) | Omedeo Tasso (1290) | Omedeo Tasso (1290) | Omedeo Tasso (1290) | Omedeo Tasso (1290) |  |  |  |  |  |  |  |  |  |  |  |  |  |  |  |  |  |  |
|  |  |  |  |  |  |  |  |                 |                 |                   |                   |                   |                   |                   |                   |                |                |                |                |                |                |                            |                            |                            |                            |                            |                            |              |              |                                    |                                    |                                    |                                    |                                    |                                    |                   |                   |                   |                   | Sconosciuta     | Sconosciuta     | Sconosciuta     | Sconosciuta     | Sconosciuta     | Sconosciuta     |               |               | Omedeo Tasso (1290)        | Omedeo Tasso (1290) | Omedeo Tasso (1290) | Omedeo Tasso (1290) | Omedeo Tasso (1290) | Omedeo Tasso (1290) |  |  |  |  |  |  |  |  |  |  |  |  |  |  |  |  |  |  |
|  |  |  |  |  |  |  |  |                 |                 |                   |                   |                   |                   |                   |                   |                |                |                |                |                |                |                            |                            |                            |                            |                            |                            |              |              |                                    |                                    |                                    |                                    |                                    |                                    |                   |                   |                   |                   |                 |                 |                 |                 |                 |                 |               |               |                            |                     |                     |                     |                     |                     |  |  |  |  |  |  |  |  |  |  |  |  |  |  |  |  |  |  |
|  |  |  |  |  |  |  |  |                 |                 |                   |                   |                   |                   |                   |                   |                |                |                |                |                |                |                            |                            |                            |                            |                            |                            |              |              |                                    |                                    |                                    |                                    |                                    |                                    | Sconosciuta       | Sconosciuta       | Sconosciuta       | Sconosciuta       | Sconosciuta     | Sconosciuta     |                 |                 | Ruggero Tasso   | Ruggero Tasso   | Ruggero Tasso | Ruggero Tasso | Ruggero Tasso              | Ruggero Tasso       |                     |                     |                     |                     |  |  |  |  |  |  |  |  |  |  |  |  |  |  |  |  |  |  |
|  |  |  |  |  |  |  |  |                 |                 |                   |                   |                   |                   |                   |                   |                |                |                |                |                |                |                            |                            |                            |                            |                            |                            |              |              |                                    |                                    |                                    |                                    |                                    |                                    | Sconosciuta       | Sconosciuta       | Sconosciuta       | Sconosciuta       | Sconosciuta     | Sconosciuta     |                 |                 | Ruggero Tasso   | Ruggero Tasso   | Ruggero Tasso | Ruggero Tasso | Ruggero Tasso              | Ruggero Tasso       |                     |                     |                     |                     |  |  |  |  |  |  |  |  |  |  |  |  |  |  |  |  |  |  |
|  |  |  |  |  |  |  |  |                 |                 |                   |                   |                   |                   |                   |                   |                |                |                |                |                |                |                            |                            |                            |                            |                            |                            |              |              |                                    |                                    |                                    |                                    |                                    |                                    |                   |                   |                   |                   |                 |                 |                 |                 |                 |                 |               |               |                            |                     |                     |                     |                     |                     |  |  |  |  |  |  |  |  |  |  |  |  |  |  |  |  |  |  |
|  |  |  |  |  |  |  |  |                 |                 |                   |                   |                   |                   |                   |                   |                |                |                |                |                |                |                            |                            |                            |                            |                            |                            |              |              |                                    |                                    | Sconosciuta                        | Sconosciuta                        | Sconosciuta                        | Sconosciuta                        | Sconosciuta       | Sconosciuta       |                   |                   | Benedetto Tasso | Benedetto Tasso | Benedetto Tasso | Benedetto Tasso | Benedetto Tasso | Benedetto Tasso |               |               |                            |                     |                     |                     |                     |                     |  |  |  |  |  |  |  |  |  |  |  |  |  |  |  |  |  |  |
|  |  |  |  |  |  |  |  |                 |                 |                   |                   |                   |                   |                   |                   |                |                |                |                |                |                |                            |                            |                            |                            |                            |                            |              |              |                                    |                                    | Sconosciuta                        | Sconosciuta                        | Sconosciuta                        | Sconosciuta                        | Sconosciuta       | Sconosciuta       |                   |                   | Benedetto Tasso | Benedetto Tasso | Benedetto Tasso | Benedetto Tasso | Benedetto Tasso | Benedetto Tasso |               |               |                            |                     |                     |                     |                     |                     |  |  |  |  |  |  |  |  |  |  |  |  |  |  |  |  |  |  |
|  |  |  |  |  |  |  |  |                 |                 |                   |                   |                   |                   |                   |                   |                |                |                |                |                |                |                            |                            |                            |                            |                            |                            |              |              |                                    |                                    |                                    |                                    |                                    |                                    |                   |                   |                   |                   |                 |                 |                 |                 |                 |                 |               |               |                            |                     |                     |                     |                     |                     |  |  |  |  |  |  |  |  |  |  |  |  |  |  |  |  |  |  |
|  |  |  |  |  |  |  |  |                 |                 |                   |                   |                   |                   |                   |                   |                |                |                |                |                |                |                            |                            |                            |                            | Sconosciuta                | Sconosciuta                | Sconosciuta  | Sconosciuta  | Sconosciuta                        | Sconosciuta                        |                                    |                                    | Palazzo de Tassis                  | Palazzo de Tassis                  | Palazzo de Tassis | Palazzo de Tassis | Palazzo de Tassis | Palazzo de Tassis |                 |                 |                 |                 |                 |                 |               |               |                            |                     |                     |                     |                     |                     |  |  |  |  |  |  |  |  |  |  |  |  |  |  |  |  |  |  |
|  |  |  |  |  |  |  |  |                 |                 |                   |                   |                   |                   |                   |                   |                |                |                |                |                |                |                            |                            |                            |                            | Sconosciuta                | Sconosciuta                | Sconosciuta  | Sconosciuta  | Sconosciuta                        | Sconosciuta                        |                                    |                                    | Palazzo de Tassis                  | Palazzo de Tassis                  | Palazzo de Tassis | Palazzo de Tassis | Palazzo de Tassis | Palazzo de Tassis |                 |                 |                 |                 |                 |                 |               |               |                            |                     |                     |                     |                     |                     |  |  |  |  |  |  |  |  |  |  |  |  |  |  |  |  |  |  |
|  |  |  |  |  |  |  |  |                 |                 |                   |                   |                   |                   |                   |                   |                |                |                |                |                |                |                            |                            |                            |                            |                            |                            |              |              |                                    |                                    |                                    |                                    |                                    |                                    |                   |                   |                   |                   |                 |                 |                 |                 |                 |                 |               |               |                            |                     |                     |                     |                     |                     |  |  |  |  |  |  |  |  |  |  |  |  |  |  |  |  |  |  |
|  |  |  |  |  |  |  |  |                 |                 |                   |                   |                   |                   |                   |                   |                |                |                |                |                |                | Tonola de Magnasco (†1504) | Tonola de Magnasco (†1504) | Tonola de Magnasco (†1504) | Tonola de Magnasco (†1504) | Tonola de Magnasco (†1504) | Tonola de Magnasco (†1504) |              |              | Pasimo (o Paxio) de Tassis (†1496) | Pasimo (o Paxio) de Tassis (†1496) | Pasimo (o Paxio) de Tassis (†1496) | Pasimo (o Paxio) de Tassis (†1496) | Pasimo (o Paxio) de Tassis (†1496) | Pasimo (o Paxio) de Tassis (†1496) |                   |                   |                   |                   |                 |                 |                 |                 |                 |                 |               |               |                            |                     |                     |                     |                     |                     |  |  |  |  |  |  |  |  |  |  |  |  |  |  |  |  |  |  |
|  |  |  |  |  |  |  |  |                 |                 |                   |                   |                   |                   |                   |                   |                |                |                |                |                |                | Tonola de Magnasco (†1504) | Tonola de Magnasco (†1504) | Tonola de Magnasco (†1504) | Tonola de Magnasco (†1504) | Tonola de Magnasco (†1504) | Tonola de Magnasco (†1504) |              |              | Pasimo (o Paxio) de Tassis (†1496) | Pasimo (o Paxio) de Tassis (†1496) | Pasimo (o Paxio) de Tassis (†1496) | Pasimo (o Paxio) de Tassis (†1496) | Pasimo (o Paxio) de Tassis (†1496) | Pasimo (o Paxio) de Tassis (†1496) |                   |                   |                   |                   |                 |                 |                 |                 |                 |                 |               |               |                            |                     |                     |                     |                     |                     |  |  |  |  |  |  |  |  |  |  |  |  |  |  |  |  |  |  |
|  |  |  |  |  |  |  |  |                 |                 |                   |                   |                   |                   |                   |                   |                |                |                |                |                |                |                            |                            |                            |                            |                            |                            |              |              |                                    |                                    |                                    |                                    |                                    |                                    |                   |                   |                   |                   |                 |                 |                 |                 |                 |                 |               |               |                            |                     |                     |                     |                     |                     |  |  |  |  |  |  |  |  |  |  |  |  |  |  |  |  |  |  |
|  |  |  |  |  |  |  |  |                 |                 |                   |                   |                   |                   |                   |                   |                |                |                |                | Sconosciuta    | Sconosciuta    | Sconosciuta                | Sconosciuta                | Sconosciuta                | Sconosciuta                |                            |                            | Pietro Tasso | Pietro Tasso | Pietro Tasso                       | Pietro Tasso                       | Pietro Tasso                       | Pietro Tasso                       |                                    |                                    |                   |                   |                   |                   |                 |                 |                 |                 |                 |                 |               |               |                            |                     |                     |                     |                     |                     |  |  |  |  |  |  |  |  |  |  |  |  |  |  |  |  |  |  |
|  |  |  |  |  |  |  |  |                 |                 |                   |                   |                   |                   |                   |                   |                |                |                |                | Sconosciuta    | Sconosciuta    | Sconosciuta                | Sconosciuta                | Sconosciuta                | Sconosciuta                |                            |                            | Pietro Tasso | Pietro Tasso | Pietro Tasso                       | Pietro Tasso                       | Pietro Tasso                       | Pietro Tasso                       |                                    |                                    |                   |                   |                   |                   |                 |                 |                 |                 |                 |                 |               |               |                            |                     |                     |                     |                     |                     |  |  |  |  |  |  |  |  |  |  |  |  |  |  |  |  |  |  |
|  |  |  |  |  |  |  |  |                 |                 |                   |                   |                   |                   |                   |                   |                |                |                |                |                |                |                            |                            |                            |                            |                            |                            |              |              |                                    |                                    |                                    |                                    |                                    |                                    |                   |                   |                   |                   |                 |                 |                 |                 |                 |                 |               |               |                            |                     |                     |                     |                     |                     |  |  |  |  |  |  |  |  |  |  |  |  |  |  |  |  |  |  |
|  |  |  |  |  |  |  |  |                 |                 |                   |                   |                   |                   | Sconosciuta       | Sconosciuta       | Sconosciuta    | Sconosciuta    | Sconosciuta    | Sconosciuta    |                |                | Giovanni Tasso             | Giovanni Tasso             | Giovanni Tasso             | Giovanni Tasso             | Giovanni Tasso             | Giovanni Tasso             |              |              |                                    |                                    |                                    |                                    |                                    |                                    |                   |                   |                   |                   |                 |                 |                 |                 |                 |                 |               |               |                            |                     |                     |                     |                     |                     |  |  |  |  |  |  |  |  |  |  |  |  |  |  |  |  |  |  |
|  |  |  |  |  |  |  |  |                 |                 |                   |                   |                   |                   | Sconosciuta       | Sconosciuta       | Sconosciuta    | Sconosciuta    | Sconosciuta    | Sconosciuta    |                |                | Giovanni Tasso             | Giovanni Tasso             | Giovanni Tasso             | Giovanni Tasso             | Giovanni Tasso             | Giovanni Tasso             |              |              |                                    |                                    |                                    |                                    |                                    |                                    |                   |                   |                   |                   |                 |                 |                 |                 |                 |                 |               |               |                            |                     |                     |                     |                     |                     |  |  |  |  |  |  |  |  |  |  |  |  |  |  |  |  |  |  |
|  |  |  |  |  |  |  |  |                 |                 |                   |                   |                   |                   |                   |                   |                |                |                |                |                |                |                            |                            |                            |                            |                            |                            |              |              |                                    |                                    |                                    |                                    |                                    |                                    |                   |                   |                   |                   |                 |                 |                 |                 |                 |                 |               |               |                            |                     |                     |                     |                     |                     |  |  |  |  |  |  |  |  |  |  |  |  |  |  |  |  |  |  |
|  |  |  |  |  |  |  |  |                 |                 | Catalina de Tassi | Catalina de Tassi | Catalina de Tassi | Catalina de Tassi | Catalina de Tassi | Catalina de Tassi |                |                | Gabriel Tasso  | Gabriel Tasso  | Gabriel Tasso  | Gabriel Tasso  | Gabriel Tasso              | Gabriel Tasso              |                            |                            |                            |                            |              |              |                                    |                                    |                                    |                                    |                                    |                                    |                   |                   |                   |                   |                 |                 |                 |                 |                 |                 |               |               |                            |                     |                     |                     |                     |                     |  |  |  |  |  |  |  |  |  |  |  |  |  |  |  |  |  |  |
|  |  |  |  |  |  |  |  |                 |                 | Catalina de Tassi | Catalina de Tassi | Catalina de Tassi | Catalina de Tassi | Catalina de Tassi | Catalina de Tassi |                |                | Gabriel Tasso  | Gabriel Tasso  | Gabriel Tasso  | Gabriel Tasso  | Gabriel Tasso              | Gabriel Tasso              |                            |                            |                            |                            |              |              |                                    |                                    |                                    |                                    |                                    |                                    |                   |                   |                   |                   |                 |                 |                 |                 |                 |                 |               |               |                            |                     |                     |                     |                     |                     |  |  |  |  |  |  |  |  |  |  |  |  |  |  |  |  |  |  |
|  |  |  |  |  |  |  |  |                 |                 |                   |                   |                   |                   |                   |                   |                |                |                |                |                |                |                            |                            |                            |                            |                            |                            |              |              |                                    |                                    |                                    |                                    |                                    |                                    |                   |                   |                   |                   |                 |                 |                 |                 |                 |                 |               |               |                            |                     |                     |                     |                     |                     |  |  |  |  |  |  |  |  |  |  |  |  |  |  |  |  |  |  |
|  |  |  |  |  |  |  |  | Porzia de Rossi | Porzia de Rossi | Porzia de Rossi   | Porzia de Rossi   | Porzia de Rossi   | Porzia de Rossi   |                   |                   | Bernardo Tasso | Bernardo Tasso | Bernardo Tasso | Bernardo Tasso | Bernardo Tasso | Bernardo Tasso |                            |                            |                            |                            |                            |                            |              |              |                                    |                                    |                                    |                                    |                                    |                                    |                   |                   |                   |                   |                 |                 |                 |                 |                 |                 |               |               |                            |                     |                     |                     |                     |                     |  |  |  |  |  |  |  |  |  |  |  |  |  |  |  |  |  |  |
|  |  |  |  |  |  |  |  | Porzia de Rossi | Porzia de Rossi | Porzia de Rossi   | Porzia de Rossi   | Porzia de Rossi   | Porzia de Rossi   |                   |                   | Bernardo Tasso | Bernardo Tasso | Bernardo Tasso | Bernardo Tasso | Bernardo Tasso | Bernardo Tasso |                            |                            |                            |                            |                            |                            |              |              |                                    |                                    |                                    |                                    |                                    |                                    |                   |                   |                   |                   |                 |                 |                 |                 |                 |                 |               |               |                            |                     |                     |                     |                     |                     |  |  |  |  |  |  |  |  |  |  |  |  |  |  |  |  |  |  |
|  |  |  |  |  |  |  |  |                 |                 |                   |                   |                   |                   |                   |                   |                |                |                |                |                |                |                            |                            |                            |                            |                            |                            |              |              |                                    |                                    |                                    |                                    |                                    |                                    |                   |                   |                   |                   |                 |                 |                 |                 |                 |                 |               |               |                            |                     |                     |                     |                     |                     |  |  |  |  |  |  |  |  |  |  |  |  |  |  |  |  |  |  |
|  |  |  |  |  |  |  |  |                 |                 |                   |                   | Torquato Tasso    |                   |                   |                   |                |                |                |                |                |                |                            |                            |                            |                            |                            |                            |              |              |                                    |                                    |                                    |                                    |                                    |                                    |                   |                   |                   |                   |                 |                 |                 |                 |                 |                 |               |               |                            |                     |                     |                     |                     |                     |  |  |  |  |  |  |  |  |  |  |  |  |  |  |  |  |  |  |

## Opere

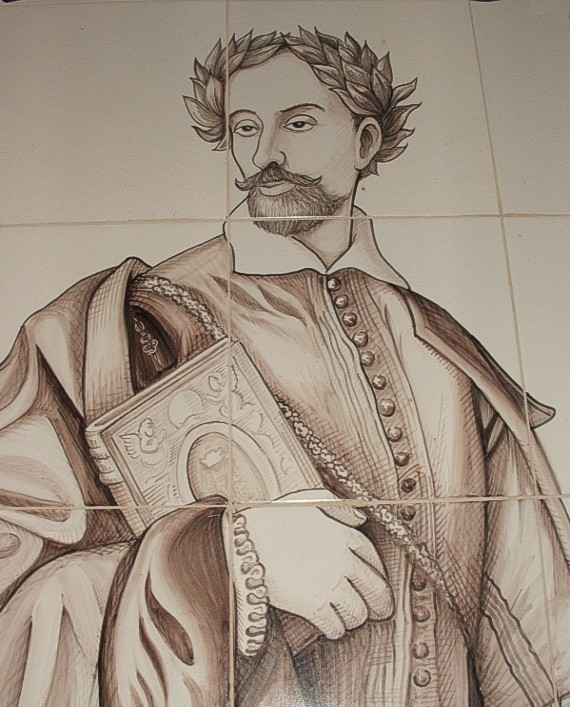
Un ritratto a Sorrento.

### Rinaldo
All'età di diciotto anni Tasso riprese la materia del romanzo cavalleresco e nel 1562 pubblicò il Rinaldo, poema in ottave che narra in dodici canti (circa 8 000 versi) la giovinezza del paladino della tradizione carolingia e le sue imprese di armi e di amori. Nella prefazione al poema Tasso dichiara di voler imitare in parte gli "antichi" (Omero e Virgilio), in parte i "moderni" (Ariosto). Si concentra però su un unico protagonista, secondo le esigenze di unità proposte dall'aristotelismo. Si tratta di un'opera tipicamente giovanile, ancora priva di originalità, ma compaiono già alcuni temi e toni fondamentali che caratterizzeranno il Tasso maturo e formato culturalmente.

### Rime
Torquato Tasso compose un gran numero di poesie liriche, lungo l'arco di tutta la sua vita. Le prime furono pubblicate nel 1567 col titolo di Rime degli Accademici Eterei. Nel 1581 uscirono Rime e prose. Tasso lavorò fino al 1593 ad un riordino complessivo dei testi, distinguendo rime amorose e rime encomiastiche. Previde poi una terza sezione, dedicata alle rime religiose e una quarta di rime per musica, ma non realizzò il progetto.
Nelle Rime amorose è ben riconoscibile l'influenza della poesia petrarchesca e della vasta produzione petrarchistica del Quattrocento e Cinquecento; contemporaneamente, però, il gusto per le preziosità linguistiche e l'intensa sensualità rivelano l'evoluzione verso un linguaggio nuovo che maturerà nel Seicento. L'uso frequente di forme metriche poco usate dai poeti precedenti, come il madrigale, e la raffinata musicalità dei versi fecero sì che molti di essi fossero musicati da grandi autori come Claudio Monteverdi e Gesualdo da Venosa.
Più solenni e classicheggianti le Rime encomiastiche, dedicate alle figure e alle famiglie signorili che ebbero rilievo nella vita del poeta. Per la loro creazione si ispira a Pindaro, Orazio e al celebre Monsignor della Casa. Fra tutte, la più famosa è la Canzone al Metauro, intessuta di elementi autobiografici.
Le Rime religiose sono caratterizzate dal tono cupo e plumbeo, forse dovuto al fatto che le scrisse negli ultimi anni di vita. Qui il poeta manifesta il desiderio di sconfiggere l'ansia esistenziale e il tormentoso senso del peccato attraverso la fede e l'espiazione.

### Discorsi dell'arte poetica
Attorno alla metà degli Anni Sessanta scrisse i quattro libri dei Discorsi dell'arte poetica ed in particolare sopra il poema eroico, letti all'Accademia Ferrarese e pubblicati molto più tardi, nel 1587, dal Licino. Il testo fornisce una chiara visione della concezione tassesca del poema eroico, piuttosto distante da quella ariostesca, che dava la prevalenza all'invenzione e all'intrattenimento del pubblico.
Perché possa essere giudicato di buon livello, deve basarsi su un evento storico, da rielaborare in modo inedito. Infatti, «la novità del poema non consiste principalmente in questo, cioè che la materia sia finta, e non più udita; ma consiste nella novità del nodo e dello scioglimento della favola».
Al verosimile deve essere unito il meraviglioso, e Tasso trova l'unione perfetta di queste due componenti nella religione cristiana. Intiera, l'opera deve essere una, ossia prevedere l'unità d'azione, ma senza schemi rigidi: ci può essere largo spazio per la varietà, e per la creazione di numerosi racconti nel racconto, e in questo senso la Gerusalemme liberata costituisce una piena realizzazione delle idee dell'autore. Lo stile, infine, deve adeguarsi alla materia, e variare tra il sublime e il mediocre a seconda dei casi.

### Aminta

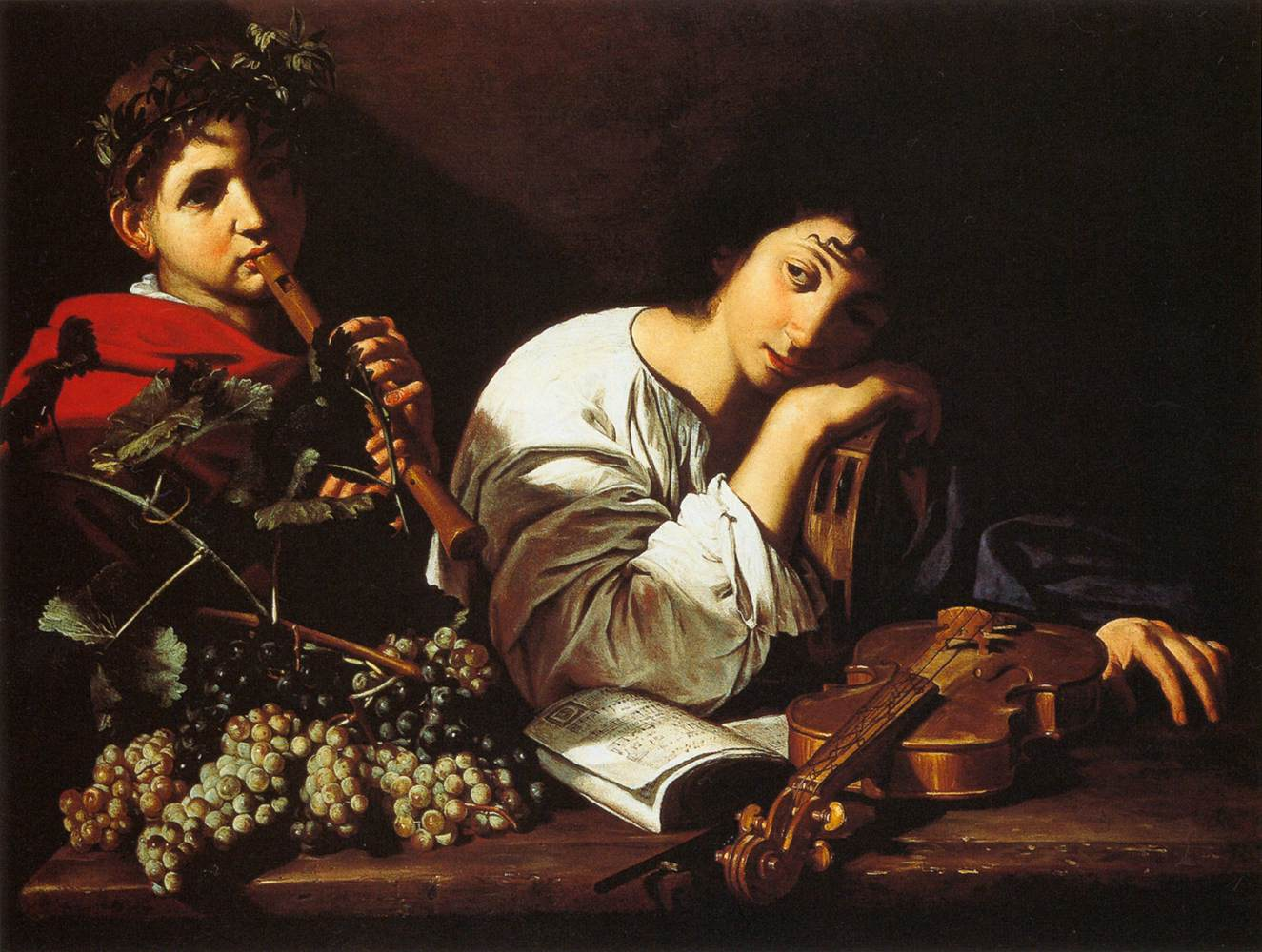
Le sofferenze di Aminta, dipinto di Bartolomeo Cavarozzi

(Francesco De Sanctis)
L'Aminta è una favola pastorale composta nel 1573 e pubblicata nel 1580 ca.
Presenta un prologo, 5 atti, un coro. Ogni canto si conclude a lieto fine. Come ricordato dal Tuveri nel suo saggio, Aminta è una trasposizione del mondo sociale in cui si muoveva l'autore reso con i canoni di un genere che fu capace di riformare la concezione del teatro.
Ha ispirato la composizione della favola pastorale Flori di Maddalena Campiglia lodata dallo stesso Torquato Tasso.

### Re Torrismondo
Intorno al 1573-1574, sulle ali dell'entusiasmo per il successo dell'Aminta Tasso incominciò una tragedia, Galealto re di Norvegia, che però interruppe alla seconda scena del secondo atto. Il poeta la riprese e la completò a Mantova, subito dopo la liberazione dall'Ospedale di Sant'Anna cambiando però il titolo, diventato Re Torrismondo, e il nome del protagonista. L'ambientazione è nordica: in essa sono frequenti le immagini di distese boschive. In questo, il Tasso mostra la sua forte curiosità per le leggende nordiche, come ad esempio mostra la lettura dell'Historia de gentibus septentrionalibus di Olao Magno.
L'editio princeps è quella bergamasca del 1587; seguirono a ruota le edizioni di Mantova, Ferrara, Venezia e Torino, ma poi ci fu un lungo silenzio. L'opera fu rappresentata per la prima volta soltanto nel 1618 al Teatro Olimpico di Vicenza.
TramaTorrismondo è intimamente segnato dal conflitto tra amore e amicizia: il sovrano (d'una ignota regione nordica, non di Norvegia) ama Alvida, che a causa di un debito passato (Germondo aveva salvato la vita a Torrismondo) deve sposarsi con l'amico Germondo, re di Svezia, regno nemico a quello di Alvida poiché Germondo stesso era stato accusato di omicidio del fratello di Alvida. Germondo dunque non può sposarsi con la donna amata poiché il padre di quest'ultima lo odia. Germondo decide allora che Torrismondo per sdebitarsi avrebbe dovuto chiedere la mano di Alvida e al momento delle nozze avrebbe dovuto scambiare la sposa. Ottenuta da Torrismondo la mano di Alvida i due consumano l'amore. La storia prenderà un'altra china quando Torrismondo scoprirà che la donna amata non è altri che la sorella, la situazione culminerà nel suicidio dei due.
Il Re Torrismondo è molto importante perché anticipa le tragedie barocche, nelle quali si riprendono alcune caratteristiche fondamentali delle tragedie senecane: la meditatio mortis (il Memento mori) e il gusto dell'orrido. Nel Tasso, però, ciò che compare fortemente e caratterizza le sue tragedie è il conflitto intimo che dilania l'animo dei personaggi: l'uomo si sente intrappolato dal fato, poiché impossibilitato all'agire, a modificare il corso degli eventi ormai già predisposti.
Tuttavia, la critica non si è espressa positivamente in merito all'opera: Angelo Solerti e Francesco D'Ovidio si sono mostrati ostili verso il Torrismondo come lo erano stati nei confronti degli Intrichi d'amore, e severo si è dimostrato anche Umberto Renda, che alla tragedia ha dedicato una monografia. Ancora più duro il giudizio di Eugenio Donadoni, che arrivò a parlare di «opera di un ex-poeta, non più di un poeta», e nemmeno Giosuè Carducci, pur apprezzando lo sforzo di unire elementi pagani e religiosi, classici ed esotici, ha ritenuto il dramma degno dell'ingegno tassesco. Solo Luigi Tonelli, nel 1935, ha fatto presente che superava pur sempre «la maggior parte delle tragedie cinquecentesche e rivaleggiava con le migliori del tempo».

### Gerusalemme liberataeGerusalemme conquistata

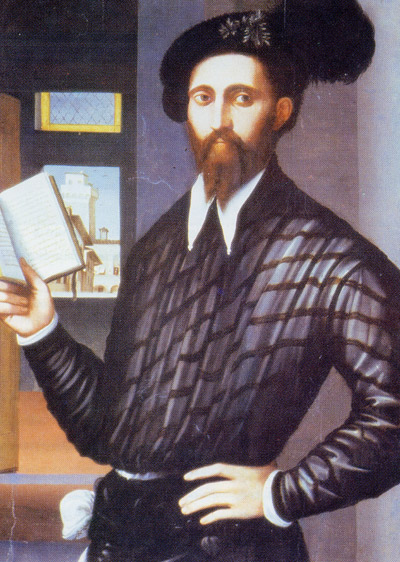
Torquato Tasso con la sua Gerusalemme liberata

La Gerusalemme liberata è considerata il capolavoro di Tasso. Il poema tratta di un avvenimento realmente accaduto, ossia la prima crociata. Tasso iniziò a scrivere l'opera con il titolo di Gierusalemme nel 1559 durante il soggiorno a Venezia e la concluse nel 1575. L'opera fu pubblicata integralmente nel 1581 con il titolo di Gerusalemme liberata. In seguito alla pubblicazione del poema il poeta rimise mano all'opera e la riscrisse eliminando tutte le scene amorose e accentuando il tono religioso ed epico della trama. Cambiò anche il titolo in Gerusalemme conquistata. In realtà la Conquistata fu immediatamente dimenticata e la redazione che continuò ad avere grande successo e ad essere ristampata, in Italia e all'estero, fu la Liberata.
TramaGoffredo di Buglione nel sesto anno di guerra raduna i crociati, viene eletto comandante supremo e stringe d'assedio Gerusalemme. Uno dei guerrieri musulmani decide di sfidare a duello il crociato Tancredi. Chi vince il duello vince la guerra. Il duello però viene sospeso per il sopraggiungere della notte e rinviato. I diavoli decidono di aiutare i musulmani a vincere la guerra. Uno strumento di Satana è la maga Armida che con uno stratagemma riesce a rinchiudere tutti i migliori eroi cristiani, tra cui Tancredi, in un castello incantato. L'eroe Rinaldo per aver ucciso un altro crociato che lo aveva offeso viene cacciato via dal campo. Il giorno del duello arriva e poiché Tancredi è scomparso viene sostituito da un altro crociato aiutato da un angelo. I diavoli aiutano il musulmano e trasformano il duello in battaglia generale. I crociati sembrano perdere la guerra quando arrivano gli eroi imprigionati liberati da Rinaldo che rovesciano la situazione e fanno vincere la battaglia ai cristiani. Goffredo ordina ai suoi di costruire una torre per dare l'assalto a Gerusalemme ma Argante e Clorinda (di cui Tancredi è innamorato) la incendiano di notte. Clorinda non riesce a entrare nelle mura e viene uccisa in duello proprio da colui che l'ama, Tancredi, che non l'aveva riconosciuta. Tancredi è addolorato per aver ucciso la donna che amava e solo l'apparizione in sogno di Clorinda gli impedisce di suicidarsi. Il mago Ismeno lancia un incantesimo sul bosco in modo che i crociati non possano ricostruire la torre. L'unico in grado di spezzare l'incantesimo è Rinaldo, prigioniero della maga Armida. Due guerrieri vengono inviati da Goffredo per cercarlo e alla fine lo trovano e lo liberano. Rinaldo vince gli incantesimi della selva e permette ai crociati di assalire e conquistare Gerusalemme.

### Dialoghi
La stesura di prose dialogiche impegnò Tasso fin dal 1578, anno della composizione del Forno overo de la Nobiltà.
La dialogistica tassiana è stata da sempre relegata al margine dalla critica: De Sanctis accenna soltanto al Minturo overo della Bellezza, limitandosi ad asserire che Tasso da giovane fu “infetto dalla peste filosofica”.
Un giudizio a dir poco sminuente se si considera che il poeta compose venticinque dialoghi (e questa è solo la cifra canonica; non si fa riferimento, infatti, agli abbozzi e ai rimaneggiamenti) e vi pose il suo impegno fino alla morte.
Una valutazione più precisa è fornita da Donadoni: lo studioso dedica un intero capitolo della sua monografia ai Dialoghi indagandone trame, fonti e suggestioni. La prima edizione moderna del corpus dialogico tassiano è quella di Guasti (1858-1859), il quale, però, non riuscendo a reperire tutti i manoscritti dei Dialoghi si basa sui testimoni a stampa, dando vita ad un’edizione, che presenta corruttele da far rabbrividire i moderni filologi.
Un grande passo in avanti nella fortuna dei Dialoghi è rappresentato dall’edizione critica di Ezio Raimondi pubblicata nel 1958, di capitale importanza per gli studiosi tassiani i quali, ancora oggi, continuano a considerarla punto di riferimento. Raimondi considerò i Dialoghi tassiani come opere postume, scegliendo la versione più attendibile fra manoscritti e stampe in base alla loro storia individuale.
Questo criterio non è stato accettato da Stefano Prandi e Carlo Ossola, i quali hanno proposto un’edizione storica dei Dialoghi che tenesse conto dei testi effettivamente circolanti all’epoca dello scrittore. L’edizione in realtà non ha mai visto la luce e si è fermata al 1996 ad uno specimen che avrebbe dovuto anticipare una successiva edizione completa.
Negli ultimi anni gli studiosi della prosa tassiana sono aumentati: si è posta attenzione al Tasso politico, con due edizioni commentate della Risposta di Roma a Plutarco e al Tasso egittologo di cui si è occupato Bruno Basile. Non mancano letture dei singoli dialoghi: Basile e Arnaldo Di Benedetto si sono occupati del Padre di Famiglia (rispettivamente, Fonti culturali e invenzione letteraria nel «Padre di famiglia» di Torquato Tasso; e Torquato Tasso, «Il padre di famiglia»); Emilio Russo del Manso (Amore e elezione nel "Manso" di Torquato Tasso), Massimo Rossi del Malpiglio Secondo e del Rangone (Io come filosofo era stato dubbio. La retorica dei "Dialoghi" di Tasso); Maiko Favaro, dopo la monografia di Prandi/Ossola, ha offerto una puntuale lettura del Forno, premiata con il premio Tasso 2016 (Le virtù del tiranno e le passioni dell’eroe. Il “Forno overo de la Nobiltà” e la trattatistica sulla virtù eroica); Angelo Chiarelli si è, invece, occupato del Malpiglio overo de la corte (Una «congregazione di uomini raccolti per onore». Tentativi di aggiornamento della teoria cortigiana nella dialogistica e nella prosa tassiana), preceduto dal contributo di Massimo Lucarelli sullo stesso argomento (Il nuovo «Libro del Cortegiano»: una lettura del «Malpiglio» di Tasso) e del Costante («Questa concordia è sempre nelle cose vere». Note per una contestualizzazione de «Il Costante overo de la clemenza» di Tasso).
L'edizione critica di Raimondi fornisce il testo dei venticinque dialoghi tassiani, con un'appendice che ci permette di conoscere i manoscritti superstiti e le stampe. Questo il titolo dei vari dialoghi: 
1. Il Forno overo de la Nobiltà;
2. Il Beltramo overo de la cortesia;
3. Il Forestiero Napoletano overo de la gelosia;
4. Il N. overo de la pietà;
5. Il Nifo overo del piacere;
6. Il messaggiero;
7. Il padre di famiglia;
8. De la dignità;
9. Il Gonzaga secondo overo del giuoco (nel 1581 pubblicato sotto il titolo di Il Romeo, in onore di Annibale Romei);[136]
10. Dialogo;
11. Il Rangone overo de la pace;
12. Il Malpiglio overo de la corte;
13. Il Malpiglio secondo overo del fuggir la moltitudine;
14. La Cavalletta overo de la poesia toscana;
15. Il Gianluca overo de le maschere;
16. Il Cataneo overo de gli idoli;
17. Il Ghirlinzone overo l'epitaffio;
18. La Molza overo de l'amore;
19. Il Costante overo de la clemenza;
20. Il Cataneo overo de le conclusioni amorose;
21. Il Manso overo de l'amicizia;
22. Il Ficino overo de l'arte;
23. Il Minturno overo de la bellezza;
24. Il Porzio overo de le virtù;
25. Il Conte overo de le imprese.

### Le sette giornate del mondo creato
È un poema in endecasillabi sciolti, composto tra il 1592 e il 1594, accanto ad altre opere di contenuto religioso di impronta chiaramente controriformistica. Il poema venne pubblicato postumo nel 1607. Si fonda sul racconto biblico della creazione ed è suddiviso in sette parti, corrispondenti come dice il titolo ai sette giorni nei quali Dio creò il mondo, e presenta una continua esaltazione della grandezza divina della quale la realtà terrena è un pallido riflesso.

### Le lacrime di Maria VergineeLe lacrime di Gesù Cristo
Si tratta, come nel caso de Le sette giornate del mondo creato, di due scritti facenti parte delle cosiddette "opere devote" del Tasso. Nello specifico, sono due poemetti in ottave che riprendono la tradizione della "poesia delle lacrime", in voga nella seconda metà del Cinquecento, scritti e pubblicati nel 1593, appena qualche anno prima della morte.

## Influenze culturali

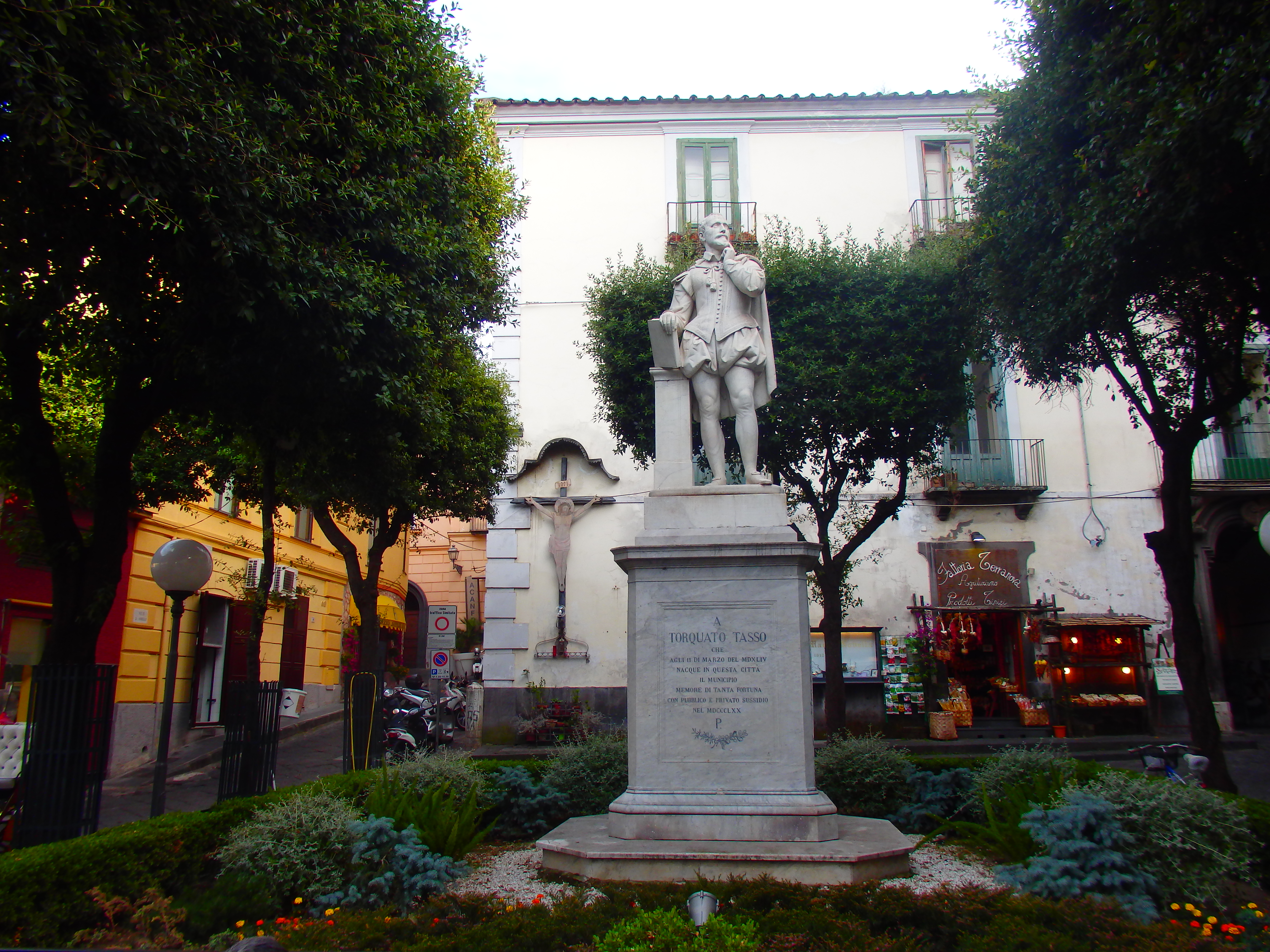
Statua di Tasso a Sorrento

La figura del Tasso, anche per la sua pazzia, divenne subito popolare. La lucidità delle opere scritte durante il periodo di prigionia nell'Ospedale di Sant'Anna fece diffondere la leggenda secondo cui il poeta non fosse veramente pazzo ma che lo si fosse fatto passare per tale dal duca Alfonso, che voleva punirlo per aver avuto una relazione con sua sorella, imprigionandolo (anche se, come si è visto, è assai più probabile che la vera ragione della reclusione consistesse nell'autoaccusa del poeta di fronte al tribunale dell'Inquisizione). Questa leggenda si diffuse rapidamente e rese particolarmente popolare la figura del Tasso, fino a ispirare a Goethe il dramma Torquato Tasso (1790).
In età romantica il poeta divenne il simbolo del conflitto tra individuo e società, del genio incompreso e perseguitato da tutti coloro che non sono in grado di comprenderlo. In particolare, Giacomo Leopardi, che quando si recò a Roma il giorno venerdì 15 febbraio del 1823 pianse sul sepolcro del Poeta in S. Onofrio (commentando in una lettera che quella esperienza era stata per lui "il primo e l'unico piacere che ho provato in Roma"), considerava il poeta un suo fratello spirituale, ricordandolo in numerosi passi dei propri scritti (tra cui quello citato) e nel Dialogo di Torquato Tasso e del suo Genio familiare (una delle Operette morali). Molta parte della poesia del recanatese è impregnata di stile tassiano: i notturni di alcuni canti, come La sera del dì di festa o Canto notturno di un pastore errante dell'Asia, richiamano quelli della Gerusalemme, mentre nella canzone Ad Angelo Mai Leopardi crea una forte empatia con il «misero Torquato», spirito fraterno «concepito come un alter ego». I due nomi femminili più celebri presenti nei Canti, Silvia e Nerina, furono ripresi dall'Aminta.
In generale, nei secoli successivi l'attenzione si spostò dai personaggi della Liberata al dramma esistenziale vissuto dal suo autore. Pochi anni dopo, nel 1833, Jacopo Ferretti scrisse le parole del Torquato Tasso, melodramma in tre atti musicato da Gaetano Donizetti e rappresentato per la prima volta al Teatro Valle. Il "mito" conquistò anche Franz Liszt: era il 1849 quando l'apostolo del Romanticismo metteva in musica l'opera byroniana Il lamento del Tasso, dando vita al poema sinfonico Tasso. Lamento e Trionfo.
Il poeta vicentino ottocentesco Jacopo Cabianca ha dedicato al Tasso un poema in dodici canti intitolato appunto Il Torquato Tasso.
Nei primi anni del ventesimo secolo il compositore catanese Pietro Moro si concentrò sugli ultimi momenti di vita del poeta con Ultime ore di Torquato Tasso, carme in un atto sulle parole di Giovanni Prati (riviste per l'occasione da Rojobe Fogo).

## Torquato Tasso nel cinema
- Torquato Tasso, regia di Luigi Maggi (1909)
- Torquato Tasso, regia di Roberto Danesi (1914)

## Adattamenti cinematografici deLa Gerusalemme liberata
Il primo regista a girare un film sull'opera fu Enrico Guazzoni. Lo stesso nel 1913 e nel 1918 ne farà due remake;
- Gerusalemme liberata, di Enrico Guazzoni (1910);
- La Gerusalemme liberata, di Enrico Guazzoni (1918);
- La Gerusalemme liberata, di Carlo Ludovico Bragaglia (1957);
- I due crociati, parodia di Giuseppe Orlandini con Franco e Ciccio (1968).

## Riconoscimenti
- Nel 2004 gli è stato dedicato un asteroide, 12295 Tasso[141].
- Nel 2009 Alitalia gli ha dedicato uno dei suoi Airbus A320-216 (EI-DTH).